# Juan Bosco
Juan Bosco, de nombre Giovanni Melchiorre Bosco y más conocido como Don Bosco (I Becchi, Reino de Cerdeña, 16 de agosto de 1815-Turín, 31 de enero de 1888), fue un sacerdote, educador y escritor italiano del siglo XIX. Su vida y su obra están profusamente documentadas desde sus inicios.  Fundó la Congregación Salesiana, la Asociación de María Auxiliadora (ADMA), la Asociación de Salesianos Cooperadores, el Boletín Salesiano, el Oratorio Salesiano y el Instituto de las Hijas de María Auxiliadora. Promovió la Asociación de Exalumnos Salesianos, el desarrollo de un sistema pedagógico moderno conocido como sistema preventivo para la formación de los niños y jóvenes, y la construcción de obras educativas al servicio de la juventud más necesitada, especialmente en Europa e Iberoamérica. Fue uno de los sacerdotes más cercanos al pontificado de Pío IX y al mismo tiempo propugnó mantener la unidad de la Iglesia durante los duros años de la consolidación del Estado italiano y los enfrentamientos entre este y el papa que ocasionó la pérdida de los llamados Estados Pontificios y el nacimiento de la Italia Unificada. Fue autor de numerosas obras, todas dirigidas a la educación juvenil y a la defensa de la fe católica, lo que lo destaca como uno de los principales promotores de la imprenta.
Las constituciones de la Congregación Salesiana fueron aprobadas por la Iglesia el 3 de abril de 1874. A partir de entonces se manifestó en su total dimensión el proyecto indiscutiblemente misionero de Juan Bosco. En los últimos 14 años de su vida destinó a miembros de su congregación a la Argentina (1875), Francia (1875), Uruguay (1876), Colombia (1876), España (1881), Brasil (1883), Chile (1887), Inglaterra (1887), y Ecuador (1888). Dispuso la realización de once sucesivas «expediciones misioneras» entre 1875 y 1887 a diferentes países de América del Sur. Su prestigio como sacerdote y como educador de los jóvenes necesitados o en riesgo le valió el respeto de las autoridades civiles y religiosas de su tiempo y de su país, así como una notable fama en el extranjero. Sus obras fueron requeridas directamente por jefes de Estado o autoridades eclesiásticas de Argentina, Ecuador, El Salvador, Tierra Santa, Panamá, Colombia y Venezuela, entre otros países. Fue un visionario de su tiempo al punto de predecir acontecimientos que se darían a lo largo del siglo XX en lo referente a sus salesianos, a la Iglesia católica y al mundo en general. El 1 de abril de 1934, solo 46 años después de su muerte en 1888, Juan Bosco fue canonizado por el papa Pío XI. Juan Pablo II le confirió el título de  «Padre, Maestro y Amigo de los Jóvenes». Poblaciones, provincias, parques, calles, teatros, museos, universidades y sobre todo colegios llevan su nombre. La Familia Salesiana es uno de los grupos católicos más numerosos del mundo y existen obras de don Bosco en 134 países.

## Contexto histórico

Estados en los que se dividía la península itálica entre 1815 y 1870 antes de la unificación italiana. Esta fue la «Italia» en la que vivió don Bosco la mayor parte de su vida.

El lapso de vida de don Bosco (1815-1888) coincidió con lo que en la Historia de Italia se conoce como el periodo de unificación italiana o el resurgimiento italiano (1815-1914). Don Bosco solo fue ciudadano italiano desde que se declaró definitivamente el Reino de Italia en 1870; anteriormente a esto, don Bosco era un súbdito del Reino de Piamonte-Cerdeña.
A pesar de su apoyo al papado y a la monarquía, don Bosco evitó pronunciarse contra el proceso de unificación italiana para no exponer a sus jóvenes. En una sola excepción se manifestó respecto a la presión del Marqués de Azeglio para participar en festejos nacionalistas:

¿Qué hacer? Si no participábamos podía yo aparecer como enemigo de Italia; si condescendíamos sería visto como partidario de principios que, a mi modo de ver, traerían funestas consecuencias.

La mayoría de los estados en los que se dividía la península itálica estaban ligados a dinastías consideradas como «no-italianas», entre ellas los Habsburgo y los Borbón. El Reino Piamonte-Cerdeña en cambio estaba regido por la Casa de los Saboya, los únicos que fueron considerados auténticamente «italianos», razón por la cual llegaron a ostentar el título de «Rey de Italia». Por otra parte, la Iglesia católica ejercía soberanía sobre varios estados del centro de la Península conocidos como Estados Pontificios, los cuales fueron integrados al Reino de Italia en 1870, lo que incluyó a Roma, solicitada por los nacionalistas como la capital de la nueva unidad política. Don Bosco nació en uno de los estados claves dentro del proceso de unificación italiana, bajo el reinado directo de los Saboya.

### Turín

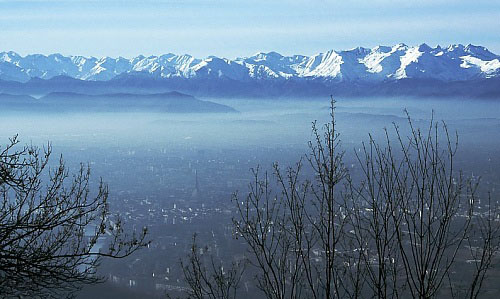
Vista de Turín, la ciudad del apostolado de don Bosco.

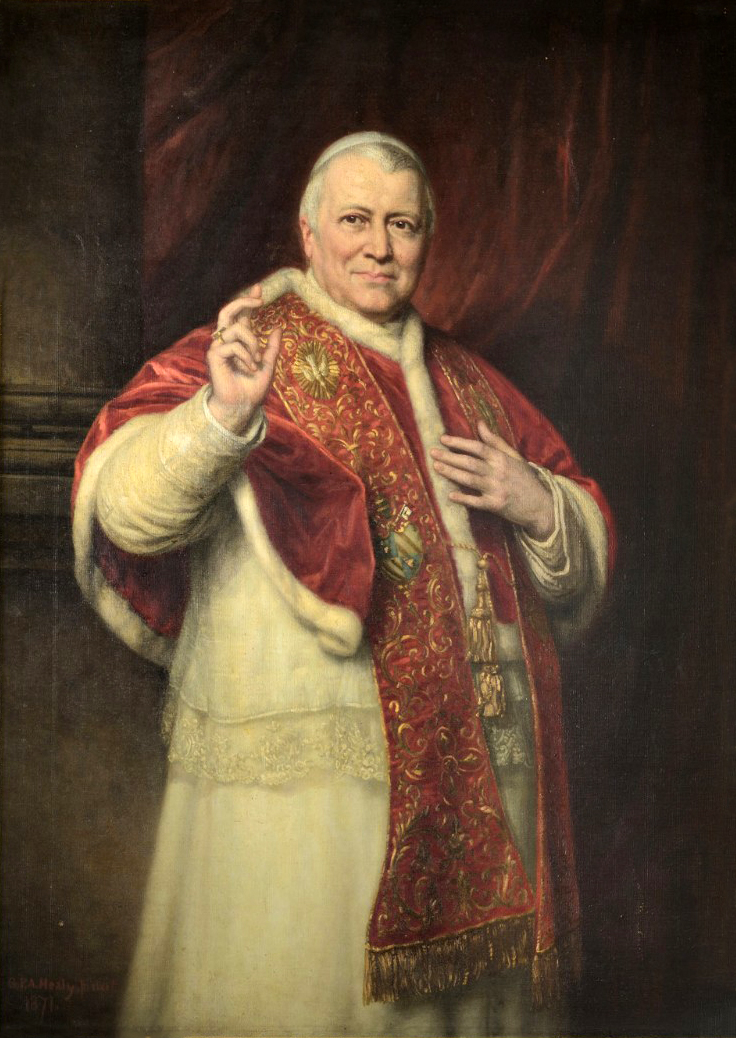
Pío IX (1792-1878).

La libertad guiando al pueblo, pintura de 1833, obra de Eugène Delacroix, símbolo del avance de los nacionalismos europeos y americanos que primaron durante el, el siglo de don Bosco.

Como capital del Reino Piamonte-Cerdeña, Turín era una ciudad de enorme importancia y actividad política y económica durante el siglo XIX. Fue la capital del Reino de Italia bajo Víctor Manuel II y vivió una rápida época de transformaciones y renovación bajo Cavour a partir de 1850. Esta enorme importancia desde la ciudad piamontesa atraería a lo largo del siglo la emigración campesina y en especial de niños y jóvenes empobrecidos que terminaban contratados de manera irregular en fábricas, ya que el campo estaba empobrecido a causa de las guerras napoleónicas que agobiaron el Piamonte hasta principios del siglo. La Gaceta del agricultor describía la situación en 1848 en los siguientes términos:

Según se va por el campo, en las zonas alejadas de los centros de población, uno se queda asombrado ante el aspecto de los campesinos. En esta zona todos, hombres, mujeres y niños, están delgados, con escorbuto, parecen cansados, exhaustos por el hambre y por el exceso de trabajo.

Don Bosco llegó a Turín en 1841, año de su ordenación y justo en el momento en que la ciudad comenzaba su desarrollo industrial, como en muchos centros europeos y norteamericanos y en que emergían de forma más aguda las clases empobrecidas y, sobre todo, los jóvenes que venían de todas partes a las metrópolis como Turín, donde eran explotados y maltratados. Su figura llegó a ser con el tiempo emblemática en la ciudad piamontesa, sobre todo con el desarrollo de su obra en Valdocco.

Turín [...] atraía, del Piamonte y de la Lombardía, gran número de pobres niños y de jóvenes contratados por las empresas de construcción, en su mayoría frangollones, aprendices de albañiles, ayudantes de carpinteros, [...] quienes por su inexperiencia terminaban siendo explotados y negados en sus derechos y libertades. Pero eso no era todo, otra multitud de niños ociosos, abandonados por sus padres, o impulsados a ello por la mendicidad deambulaban cerca de las construcciones. En ese clima de miseria aparecieron antros de diversión barata como la taberna [...] Allí, los trabajadores pasaban sus horas libres de la tarde bebiendo vino barato y jugando. La embriaguez, la obscenidad y la violencia eran con frecuencia el resultado.

### Pontificado
Entre los papas del siglo XIX, el beato Pío IX (1792-1878) tuvo una especial importancia en la historia de la unificación italiana y en la vida y obra de don Bosco. Pío IX, el último «papa-rey» de los Estados Pontificios y el papa de pontificado más largo de la historia luego del que se adjudica tradicionalmente a san Pedro (31 años, entre 1846 y 1878), fue conocido también como «el papa de don Bosco», ya que dio un apoyo incondicional a su apostolado y mantuvo un gran aprecio por el carismático sacerdote turinés.

### ElsigloXIX
El siglo XIX fue llamado «el siglo de las libertades», un siglo de profundas transformaciones mundiales y revoluciones en todos los sentidos. Durante este tiempo las consecuencias más importantes de la Revolución francesa tomarían lugar especialmente con el avance de los nacionalismos en Europa y el nacimiento de las repúblicas americanas. Fue el siglo de las revoluciones industriales, el desarrollo del concepto moderno de democracia, el siglo de grandes inventos, del materialismo dialéctico y del impresionismo artístico. En el siglo XIX el capitalismo ya era un sistema que definía de manera sistemática todas las formas de vida sociales y además generaba injusticias entre las mayorías desposeídas. En ese contexto:

«Nadie ignora las condiciones infrahumanas en las que el obrero, y en particular las mujeres y los niños, se vieron forzados a trabajar».
Édouard Herr

Cuando don Bosco nació en 1815, el Imperio español, primero sometido a las ambiciones napoleónicas y después debilitado, se enfrentaba al avance del nacionalismo criollo en Hispanoamérica que llevaría al nacimiento de nuevas repúblicas declaradas varias décadas antes de la misma italiana y que jugarían un papel primordial en el desarrollo del carisma salesiano. Pero mientras América se liberaba del colonialismo europeo, África y Asia eran repartidas por ese mismo sistema colonial.

## Biografía

### Infancia
Según los libros parroquiales donde se asentaban los nacimientos, Juan Bosco nació de las segundas nupcias de Francisco Luis Bosco con Margarita Occhiena, en I Becchi, pedanía de Castelnuovo d'Asti, el 16 de agosto de 1815 y fue bautizado al día siguiente. Sin embargo, en las autógrafas Memorias del Oratorio de San Francisco de Sales, escritas y revisadas entre 1873 y 1881, el propio don Bosco afirmó: «El día consagrado a la Asunción de María al cielo fue el de mi nacimiento», es decir, el 15 de agosto.
Francisco Luis había sido viudo y tenía un hijo, Antonio Bosco, antes de su segundo matrimonio con Margarita. Una hija de su primer matrimonio, Teresa, había muerto en su infancia. Margarita Occhiena tuvo dos hijos con Francisco: el primero fue José Bosco (1813-1862) y el segundo Juan Melchor. En la casa vivía también la madre de Francisco Luis cuyo nombre era también Margarita.
Los Bosco de I Becchi eran en realidad una familia del campo que sobrevivían como peones de la familia Biglione. El 11 de mayo de 1817, cuando Juan tenía 21 meses de edad, Francisco falleció a causa de una pulmonía fulminante.

#### Margarita Occhiena

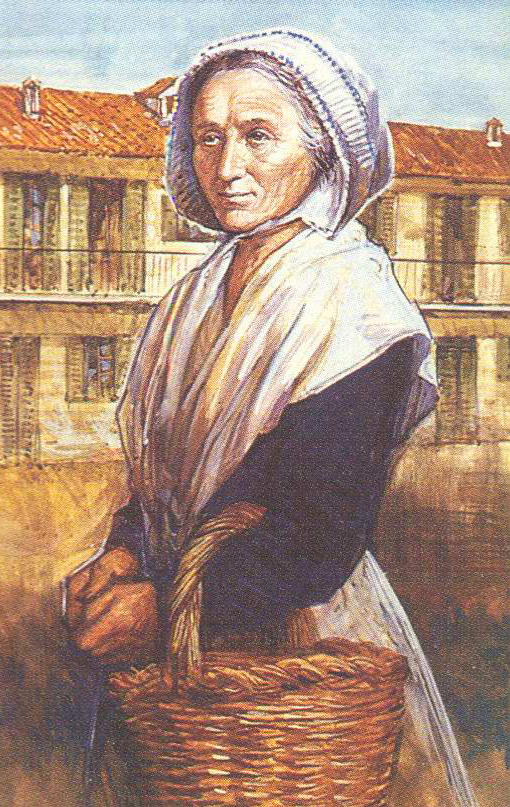
Margarita Occhiena, madre de don Bosco.

La responsabilidad de la familia, y con ella el protagonismo en la formación de la infancia de Juan Bosco, recayó entonces en manos de su madre, Margarita, una mujer de un férreo carácter, una sólida devoción y una intensa fidelidad a su familia. No buscó un segundo matrimonio, sino que sola se dedicó a formar a sus tres hijos varones. Tras la Revolución, los franceses trataron de ocupar el Piamonte en contra del Imperio austríaco lo que hizo de este un campo de batallas e inestabilidad que terminaron en 1815, precisamente el año en que nació Juan. Estas guerras dejaron los campos devastados y una hambruna que se extendió desde 1816 hasta 1818 y que Margarita tuvo que enfrentar con sus hijos. La manera en que Margarita defendió a sus hijos en medio de la pobreza, y el espíritu de disciplina y devoción que les impartió, tuvieron mucho que ver en el futuro apostolado de don Bosco.

Su mayor preocupación fue instruir a los hijos en la religión, enseñarles a obedecer y ocuparlos en cosas propias de su edad. Desde muy pequeño, ella misma me enseñó las oraciones; apenas fui capaz de unirme a mis hermanos, me arrodillaba con ellos por la mañana y por la noche y, juntos, recitábamos las oraciones y la tercera parte del rosario. Recuerdo que me preparó para la primera confesión y me acompañó a la iglesia: comenzó por confesarse ella misma, me encomendó al confesor y, después, me ayudó a dar gracias.
Don Bosco (2011), Memorias del Oratorio de san Francisco de Sales de 1815 al 1855, p. 9

Otra situación que la madre de don Bosco afrontó fue la educación de Antonio, hijo de Francisco y de su primera esposa. Con la muerte de Francisco el niño quedó huérfano de padre y madre y a la caridad de su madrastra que, por fortuna, lo acogió como a un hijo y le dio la prioridad de hijo primogénito. Sin embargo, Antonio Bosco no superó completamente su orfandad y se mostró huraño dentro del contexto de la familia para oponerse con frecuencia a los sueños de Juan, su hermano menor.

#### El sueño de los nueve años
En 1825 Juan tuvo una experiencia que marcó su vida y que ha sido registrada como «el sueño de los nueve años». Él mismo abrió la vida de Juan a un aspecto que ha sido objeto de estudio por parte de los historiadores: sus sueños premonitorios. En particular este primer sueño ha sido señalado como «el paradigma de su vida», una descripción de lo que fue su misión entre los jóvenes más necesitados. El mismo don Bosco describió dicho sueño:

(...) Cuando tenía nueve años, tuve un sueño... ¡Este sueño me acompañó a lo largo de toda mi vida! Me pareció estar en un lugar cerca de mi casa, era como un gran patio de juego de la escuela. Había muchos muchachos, algunos de ellos decían malas palabras, Yo me lancé hacia ellos golpeándoles con mis puños. Fue entonces cuando apareció un Personaje que me dijo:  «No con puños, sino con amabilidad vencerás a estos muchachos» Yo tenía solo nueve años. ¿Quién me estaba pidiendo hacer algo imposible? Él me respondió:  «Yo soy el Hijo de Aquella a quien tu madre te enseñó a saludar tres veces al día. Mi Nombre pregúntaselo a mi Madre». De repente apareció una Mujer de majestuosa presencia. Yo estaba confundido. El me llevó hacia ella y me tomó de la mano. Me di cuenta que todos los niños habían desaparecido y en su lugar vi todo tipo de animales: perros, gatos, osos, lobos... Ella me dijo:  «Hazte humilde, fuerte y robusto… y lo que tú ves que sucede a estos animales, tú lo tendrás que hacer con mis hijos». Miré alrededor y vi que los animales salvajes se habían convertido en mansos corderos... Yo no entendí nada… y pregunté a la Señora que me lo explicara... Ella me dijo:  «A su tiempo lo comprenderás todo».

Este sueño, que se repitió 7 veces a lo largo de la vida de Juan, fue una imagen del derrotero de su apostolado, pese a que Juan no lo entendió muy bien y tuvo diferentes interpretaciones en el seno de su familia. Recién en 1846 el padre Cafasso le aconsejó darle crédito a sus sueños como parte de un plan divino en beneficio de las almas.
Especialmente la frase «no con puños, sino con amabilidad vencerás a estos muchachos» fue la base del futuro sistema preventivo de don Bosco y su inspiración en la espiritualidad salesiana.

### Primeros estudios
El deseo de estudiar y salir adelante fue característico en la vida de Juan durante este período. Para luchar por la realización de sus sueños tuvo que enfrentarse a los obstáculos que provenían de la situación de pobreza de su familia y de la oposición de su hermano Antonio que lo prefería en las faenas del campo. Ni Antonio ni José fueron a la escuela. Juan en cambio lo hizo gracias a la tenacidad de su personalidad y a la ayuda de su madre.

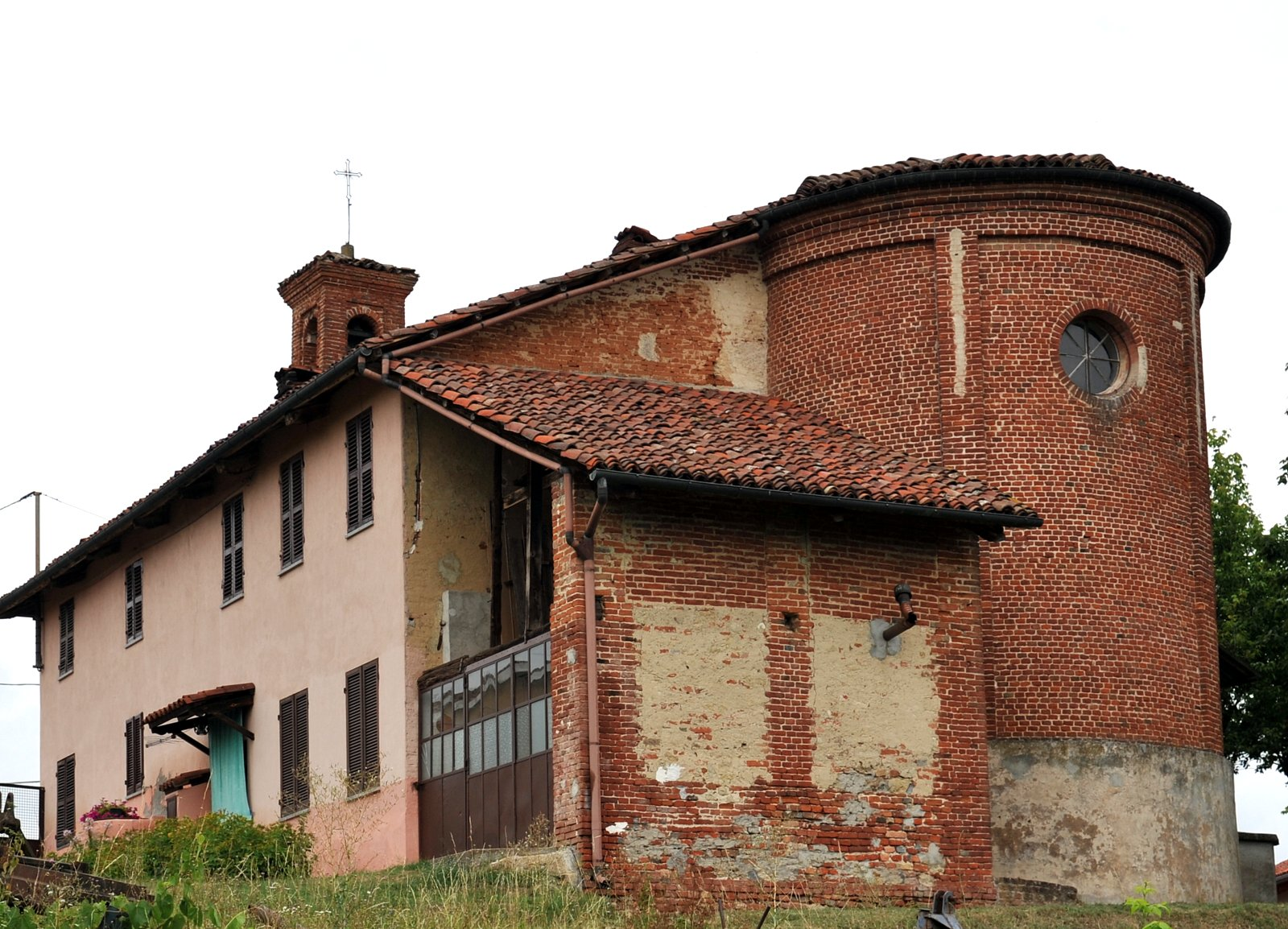
San Pedro, en el antiguo pueblo de Murialdo, donde Don Calosso enseñó a Juan Bosco niño conocimientos de gramática italiana y los primeros rudimentos del latín.

En febrero de 1827 dejó I Becchi y fue a trabajar como mozo de cuadra y peón de ganado en la casa de la familia Moglia en Moncucco, distante ocho kilómetros.  Los Moglia eran una familia campesina adinerada que trabajaba la tierra —viñedos y campos—, cuidaba bueyes y vacas, y por la tarde se reunía en torno al hogar para el rezo del rosario. Desde su niñez, Juan manifestó un espíritu de liderazgo y las características del que sería su apostolado entre los jóvenes al reunir niños y jóvenes en los ratos libres y entretenerlos con actos de malabarismo y anécdotas con mensajes formativos. También comenzó en ese tiempo a insistir en la idea del sacerdocio, hecho este que demostró con una gran devoción y asistencia sacramental.
El 5 de noviembre de 1829 Juan se encontró con un anciano sacerdote de casi 70 años, Juan Melchor Calosso, quien quedó impresionado por la capacidad del joven para memorizar y recitar el sermón de ese día, tanto es así que decidió velar por sus estudios.  El 9 de noviembre de 1829 Margarita Occhiena habló con Calosso y llegó a un acuerdo con el sacerdote para que Juan empezara a estudiar con él la gramática italiana. En la Navidad de ese año inició también el estudio del latín. El 11 de abril de 1830, en Pascua, Juan empezó a traducir del latín y en septiembre don Calosso le dio la posibilidad de vivir en su misma casa para facilitar su educación. Don Calosso murió el 21 de noviembre de 1830, dejándole a Juan un gran dolor. En su lecho de muerte Don Calosso entregó la llave del dinero a Juan dándole a entender que las 6 000 liras que allí había eran para él, pero Juan decidió luego dar la llave a la familia del sacerdote. Don Calosso fue tan cercano que el mismo don Bosco lo describió «como un ídolo que lo quería más que a un padre». Con la perspectiva del matrimonio de su hermano Antonio, Margarita dividió la propiedad y dejó la casa de I Becchi a su hijastro mientras ella fue a vivir con José en Sussambrino. Este acontecimiento posibilitó que Juan pudiera asistir por fin a la escuela en Castelnuovo, lo que hizo que el muchacho tuviera que caminar cinco kilómetros cuatro veces por día.
El 4 de noviembre de 1831 comenzó sus estudios secundarios en Chieri, a 12 kilómetros de Castelnuovo de Asti. Para pagar las 12 liras mensuales, Juan recorría las aldeas pidiendo limosna. Sin embargo, su memoria prodigiosa y su dedicación al estudio lo hicieron centro de aprecio en la región. Realizó diversos trabajos para pagarse sus estudios: Juan aprendió pastelería, sastrería, ferretería, zapatería y otros oficios que después le sirvieron para sus muchachos. Se convirtió además en maestro del teatro, música, prestidigitación y fundó un movimiento juvenil al que llama «La Sociedad de la Alegría». Fue promovido varias veces en el colegio y era sin duda el mejor estudiante.

### Formación sacerdotal

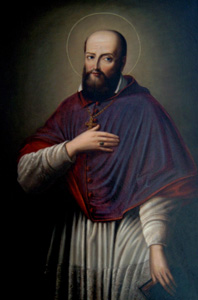
San Francisco de Sales, obispo de Ginebra y Doctor de la Iglesia, era saboyano y fue uno de los principales modelos de vida de don Bosco.

Preocupado por sus escasos recursos económicos que le imposibilitaban seguir la formación sacerdotal, Juan decidió ingresar en los franciscanos el 18 de abril de 1834. Su decisión cambió radicalmente debido a un sueño en donde veía frailes que lo desaconsejaban. Con la orientación del padre José Cafasso y la ayuda del padre Cinzano, Juan ingresó en el Seminario diocesano de Turín —abierto en Chieri pocos años antes— el 30 de octubre de 1835, a los veinte años de edad. Allí realizó estudios de filosofía y teología.
En el siglo XIX, la Iglesia católica europea estuvo fuertemente influenciada por un movimiento espiritual y teológico conocido como el jansenismo, fundado en el siglo XVII por el obispo Cornelio Jansen (1585 - 1638) que propugnaba un fuerte rigorismo moral basado en una interpretación literal de los textos de Agustín de Hipona. La ascética era la base de su espiritualidad que los alejaba de los sacramentos, especialmente de la eucaristía, mientras promovían una severidad moral extrema e inflexible, que alimentaba un «síndrome de culpabilidad», con su característica angustia por el «miedo al pecado y a la condenación». Cuando Juan ingresó al Seminario de Chieri, esta posición teológica estaba en su apogeo en el Piamonte y al mismo tiempo era objeto de combate por notables personajes como el padre Cafasso, quien fue confesor de don Bosco y por parte de los jesuitas, los que lograron que la Iglesia condenara dicha tendencia teológica.
Si bien el joven Juan Bosco sufrió el rigor del jansenismo en su formación sacerdotal en Chieri al someterse él mismo a penitencias extremas, ascetismo, la abstención de practicar deporte y la elección limitada de amigos, la búsqueda diaria de la comunión desaconsejada por dicha corriente (sacrificaba el desayuno por ir a comulgar a la Iglesia de San Felipe) es visto como una muestra de que el joven seminarista tenía otra percepción de la Gracia en ámbito teológico católico. Una prueba de ello, expuesta por sus biógrafos, es que al final de su formación sacerdotal escoge entre sus propósitos a San Francisco de Sales como modelo de amabilidad, de dulzura, de mansedumbre y de caridad pastoral. El Santo Obispo de Annecy, con la teología espiritual salesiana, fue una de las más destacadas respuestas al rigorismo jansenista en la época del apogeo de dicha corriente y resultó uno de los pilares fundamentales del apostolado de don Bosco, al punto de darle su nombre a la Congregación que fundaría posteriormente en favor de los jóvenes. Otros santos que contribuyeron a la visión teológica optimista de Juan Bosco fueron Felipe Neri, apóstol de Roma y fundador de la Congregación del oratorio, y Alfonso María de Ligorio, fundador de la Congregación del Santísimo Redentor (redentoristas) y caracterizado por su pastoral de la benignidad y por haber desarrollado una intensa actividad sacerdotal en las misiones populares.
Uno de los vínculos más destacados de la vida de Juan en el Seminario fue su amistad con Luis Comollo, quien murió prematuramente el 2 de abril de 1839 y del cual don Bosco escribiría un relato de su corta vida.
De esta manera, el joven seminarista Bosco de Asti fue ordenado sacerdote el 5 de junio de 1841 por Mons. Franzoni, arzobispo de Turín, en la capilla privada arzobispal. Celebró su primera Eucaristía en la Iglesia de San Francisco de Asís en Turín, ante el altar del Ángel de la Guardia.

### Los muchachos de Turín

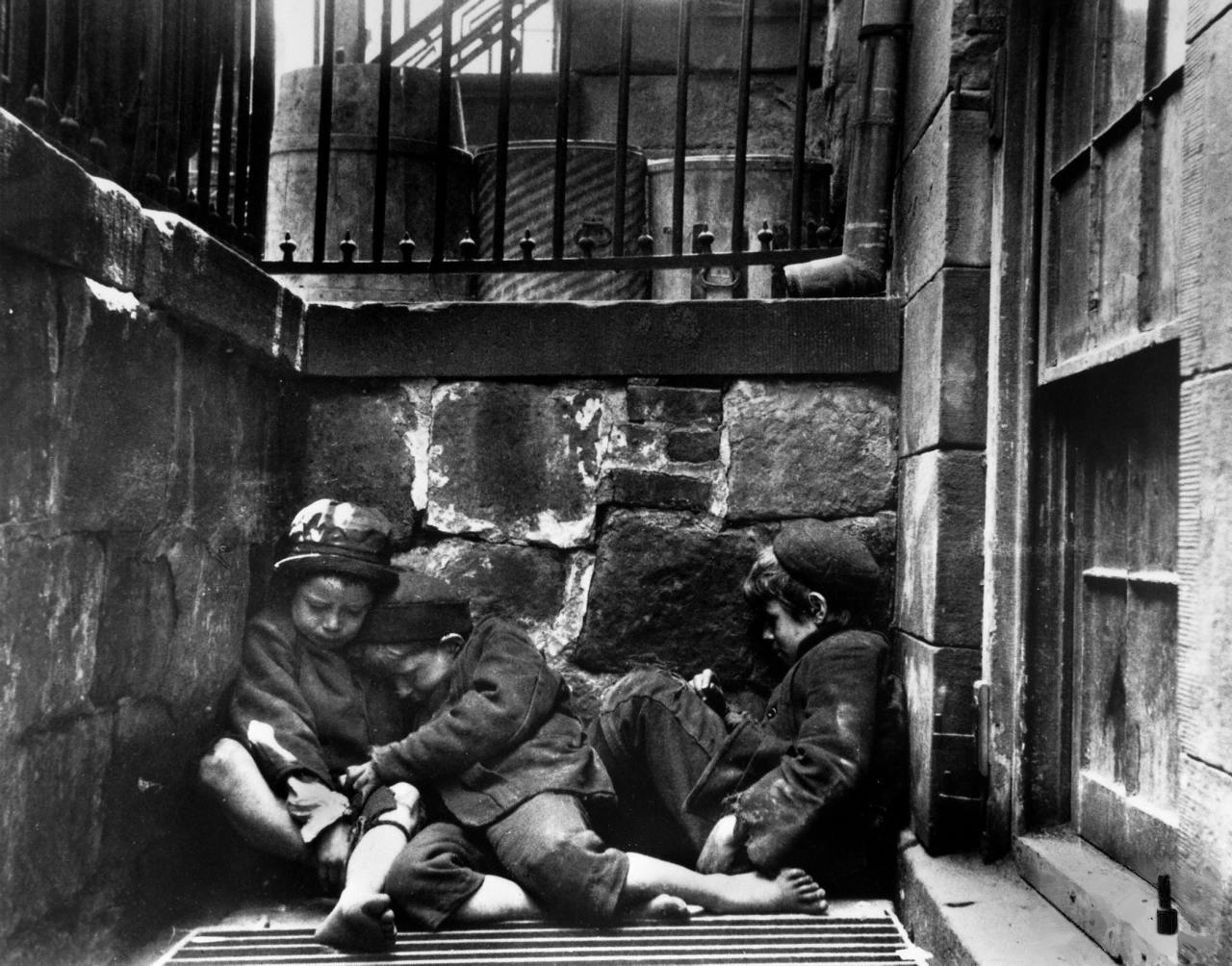
Esta foto de Jacob Riis muestra niños sin hogar en la calle Mulberry de Nueva York en 1890, situación común durante todo el en Europa y Estados Unidos, como en la actualidad lo es en América Latina, Asia y África. Niños como estos motivaron el apostolado de Don Bosco.

El joven sacerdote, don Bosco, tenía 26 años cuando se ordenó. Se trasladó a Turín en donde aceptó la sugerencia de su confesor, el padre Cafasso, de adelantar tres años más de estudios en el Instituto Pastoral fundado por él (Convitto Eclesiastico en italiano), cerca de la iglesia de San Francisco de Asís. Sus estudios en el convictorio eclesiástico de Turín se extendieron desde noviembre de 1841 a octubre de 1844. El propósito de dichos estudios era profundizar en la tarea sacerdotal, la teología moral y la predicación. Al mismo tiempo prestaba servicios pastorales en diferentes centros de la ciudad, lo que le permitiría conocer la realidad juvenil de la misma.
Según estadísticas de la época, cuando el joven don Bosco llegó a Turín en noviembre de 1841 había 7148 niños menores de 10 años empleados como constructores, sastres, carpinteros, pintores de brocha, limpiadores de chimeneas y muchos otros oficios. La revolución industrial comenzaba a dar sus frutos en la capital saboyana y los obreros trabajaban hasta 14 horas por salarios míseros de máximo 30 liras semestrales de la época. Por su parte, las cárceles turinesas estaban atestadas de muchachos tan jóvenes como 12 años en condiciones de hacinamiento. El joven sacerdote de origen campesino se dejó pronto impresionar por esta realidad con la que él mismo se identificaba y rechazó numerosas ofertas que le hubieran podido garantizar una vida de bienestar y tranquilidad entre la burguesía de la ciudad.

#### Bartolomé Garelli
El 8 de diciembre de 1841 don Bosco tuvo un encuentro significativo para su futura obra, con un muchacho que solo aparece en su biografía una vez. A don Bosco, sensible a los signos de su cotidianidad que veía siempre desde una óptica de fe, ese encuentro le abrió las puertas para la realización de la misión descrita en el «sueño de los nueve años». Don Bosco, recién ingresado al Instituto Pastoral del padre Cafasso, fue a celebrar ese día la Eucaristía en la iglesia de San Francisco de Asís y vio al sacristán José Comotti maltratando a un muchacho de diciséis años de nombre Bartolomé Garelli porque no sabía acolitar. Don Bosco lo salvó de la violenta reprimenda:

«Pero ¿qué haces? —grita don Bosco en alta voz—. ¿Por qué le pegas de ese modo? (...) Ya déjalo, se trata de mi amigo».
Memorias Biográficas del Oratorio, Tomo II, p. 76.

Defendido por don Bosco el muchacho le confesó que era oriundo de Asti, de oficio albañil aunque nadie lo contrataba («porque soy un ignorante y como no voy mucho por la Iglesia nadie se fía de mí»), que era huérfano de dieciséis años, y que no sabía ni leer, ni escribir, ni cantar. Después de la misa, don Bosco le dio las primeras lecciones de catecismo y al siguiente domingo Garelli regresó con veinte muchachos que llegaron a ser ochenta en marzo del año siguiente. Fue el inicio del Oratorio de Don Bosco que, sin embargo, no tuvo todo el respaldo de la ciudadanía ni de la Iglesia en sus inicios. Para muchos, don Bosco planeaba una revolución con esos muchachos abandonados dispuestos a todo, para otros el joven sacerdote robaba la feligresía de las diferentes parroquias de donde provenían los muchachos y por último, para otros, don Bosco había perdido la razón. El padre Borel le sugirió que redujera el grupo a 20 muchachos, el Marqués de Cavour le advirtió que estaba perdiendo el tiempo y los sacerdotes Vincenzo Ponzati y Luis Nasi hicieron cuidadosos arreglos para ingresarlo en un hospital mental.

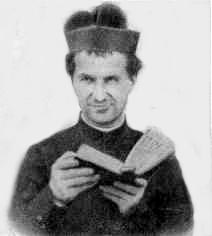
Don Bosco ha sido considerado siempre por sus biógrafos como un visionario que estaba atento a los signos de su tiempo.

Don Bosco tuvo entonces que enfrentarse a la sospecha y la antipatía de muchos que no entendían cómo un sacerdote iba por las calles con muchachos de tan baja clase social. Comenzó la fase itinerante del Oratorio a través de Turín: primero se ubicó en algunos espacios de la iglesia de San Francisco de Asís y en los patios del Instituto Pastoral de Cafasso, después organizó sus actividades en las calles y en las afueras de la ciudad. Del Convitto de San Francisco de Asís pasó al Refugio en la habitación de don Bosco (20 de octubre al 1 de diciembre de 1844), y luego a una capilla improvisada en el mismo Refugio (8 de diciembre de 1844 al 18 de mayo de 1845). La capilla, que tomó el nombre de San Francisco de Sales, se ubicaba en el Hospital de Santa Filomena del Internado para niñas de la Marquesa de Barolo, en donde además predicaba y confesaba. El 24 de mayo de 1845, con 400 muchachos, se reunió en los predios del cementerio abandonado de la iglesia de San Pedro encadenado (San Pietro in Vincoli), cerca de la capilla de San Martín. En ese lugar don Bosco conoció a otro muchacho de gran importancia en la vida salesiana: Miguel Rúa, quien llegó a ser su mano derecha y su primer sucesor. Entre el 13 de julio a finales de diciembre de 1845 estuvo en los molinos de Dorá, y entre el 4 de enero y el 2 de marzo de 1846 arrendó algunas habitaciones de la casa del padre Moretta. Finalmente, arrendó el campo de los hermanos Filippi por casi un mes.
El 5 de abril de 1846, un día antes de que se venciera el plazo para abandonar el campo de los Filippi con sus muchachos, Pancrazio Soave lo llevó a los predios de Francisco Pinardi en Valdocco. Don Bosco arrendó un cobertizo y una franja de tierra por trescientos veinte francos (en los dialectos del norte de Italia, se le decía «franco» a la lira). Una nueva fase de su «sueño» comenzó para él y sus muchachos.

### Valdocco

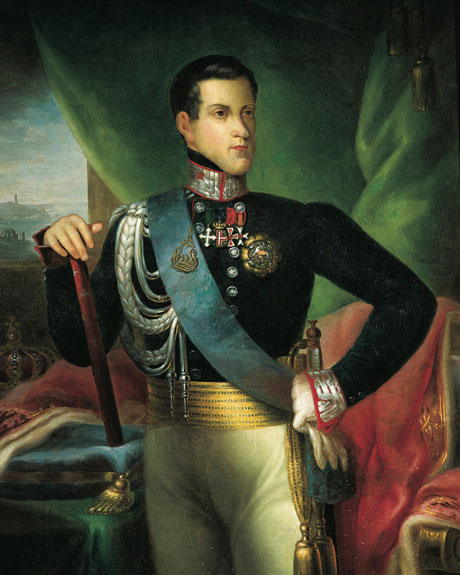
El rey Carlos Alberto de Piamonte-Cerdeña fue una de las primeras autoridades civiles favorables a la obra de don Bosco y evitó que el conde de Cavour prohibiera el Oratorio. Cavour veía a don Bosco como sospechoso de actividades contrarrevolucionarias por sus vínculos con el papado.

La «Casa Pinardi» ubicada en Valdocco era una antigua casa de citas, y lo que don Bosco alquiló por un plazo de tres años fue un granero o cobertizo anexo, para el funcionamiento estable del Oratorio que fue centro del desarrollo de su apostolado. En 1851 Juan Bosco compró todo el edificio, y en él se ubicaron las primeras habitaciones de acogida y aulas para el aprendizaje de oficios. Valdocco adquirió renombre por asociarse también a otras reconocidas personalidades de la misión salesiana.
Las adaptaciones al edificio y al terreno para el Oratorio fueron hechas por él mismo y sus muchachos. El 12 de abril de 1846 se inauguró la capilla original. Don Bosco la bendijo y la dedicó al culto divino. El arzobispo lo autorizó para celebrar allí la misa, administrar los sacramentos y cumplir el precepto pascual. El número de muchachos aumentó, especialmente los domingos. El conde de Cavour, temeroso de que fuera el principio de una contrarrevolución religiosa liderada por don Bosco, intentó prohibir el Oratorio, pero en su auxilio llegó la orden favorable del rey Carlos Alberto. Cavour cambió más tarde su posición con respecto a don Bosco, y en 1848 escribió:

Un celoso sacerdote, ansioso del bien de las almas, se ha consagrado enteramente a la tarea piadosa de alejar del vicio, del ocio y de la ignorancia a un gran número de muchachos que viven por aquellos contornos y que, por las estrecheces, por la incuria de sus padres, crecían desprovistos de cultura cívica y religiosa. Este eclesiástico, que se llama don Bosco, alquiló unas casuchas y un pequeño cercado, ha ido a vivir en aquel sitio y ha abierto un pequeño Oratorio, bajo la advocación del gran obispo de Ginebra, San Francisco de Sales.
 Ha procurado atraerse a los pobres muchachos que se encontraban descuidados y abandonados; en el sencillo y modesto Oratorio les imparte la instrucción religiosa, la única necesaria por encima de todas las demás disciplinas; les acostumbra a cumplir con sus deberes; a tributar el verdadero culto a Dios; a convivir amigable y socialmente unos con otros. Junto al Oratorio hay escuelas, en las que se enseñan los muchachos los primeros elementos de las letras y del cálculo; está también el ya referido cercado, donde los muchachos se entretienen, en los días festivos y horas de recreo, con juegos inofensivos e inocentes pasatiempos, ocupando el tiempo en una alegría honesta que tanto beneficia la salud del cuerpo y de la mente, especialmente en esa tierna edad. En medio de ellos se encuentra siempre don Bosco, que constantemente es su maestro, compañero, modelo y amigo.
Conde de Cavour, publicado en el periódico La Armonía

Cavour llegó a desear que en cada ciudad surgiera al menos un oratorio, porque el Gobierno se ahorraría mucho dinero.

¡Qué obra más hermosa y útil es ésta! ¡Sería menester que hubiese una igual en cada ciudad! Muchos jóvenes no irían a la cárcel y el Gobierno no gastaría tanto dinero para mantener a tantos haraganes en las prisiones y contaría en su lugar con muchos súbditos de buenas costumbres, que con un arte u oficio se ganarían honradamente la vida y se ayudarían a sí mismos y a la sociedad.
Conde de Cavour

La intensidad del trabajo desinteresado de don Bosco en favor de sus muchachos deterioró su salud y estuvo a las puertas de la muerte. En dicha ocasión, las manifestaciones de afecto de los jóvenes se hicieron significativamente evidentes especialmente en intensas oraciones, ayunos y promesas hechas cerca de la habitación de convalecencia del joven sacerdote.

Los mensajes que provienen de una fuente creíble, de una persona en este caso, pueden llegar a ser interiorizados por el receptor. Los jóvenes de don Bosco sienten que éste los ama. Son capaces, cuando Juan Bosco cae gravemente enfermo, de ofrecer su vida por él. Este comportamiento es fruto del trato entre educador y educandos, que ven a don Bosco cercano, que les habla a cada uno de ellos y los convierte en protagonistas de su propias vidas, que busca el bien para cada uno de ellos.
Francisco J. Valiente Moreno

Don Bosco se recobró de su grave estado, y él afirmó que se trataba de un milagro obrado por sus muchachos. Después de pasar un periodo de descanso en su casa, regresó a Turín el 3 de noviembre de 1846, pero esta vez no lo hizo en soledad sino acompañado por su madre Margarita Occhiena, que con 58 años de edad fue a darle una mano al sueño de su hijo. Los muchachos, muchos de ellos huérfanos, comenzaron a llamarla «Mamá Margarita» y con ese nombre es recordada por la tradición salesiana. Ella permaneció y colaboró con su hijo durante diez años hasta su fallecimiento el 25 de noviembre de 1856.

#### Oratorio de Don Bosco

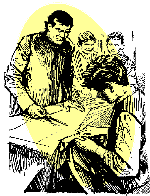
Los talleres de artes y oficios se convirtieron en una prioridad para don Bosco con el ánimo de sacar a los muchachos de los peligros de la calle.

El Oratorio de Don Bosco se desarrolló entonces como un espacio en donde los muchachos podían aprender un oficio útil, asistir a los sacramentos y tener un patio para jugar sanamente con los amigos. Desde el principio don Bosco puso en el centro de su obra la figura de San Francisco de Sales como modelo de amabilidad, dulzura y espiritualidad religiosa. Visitaba las fábricas en donde trabajaban sus muchachos para garantizar de que no fueran víctimas de explotación, buscaba trabajos dignos para muchos de ellos para lo cual hacía que los empleadores firmaran con él tratados que garantizaran los derechos de los muchachos anticipándose así a la legislación laboral internacional. Planeaba retiros espirituales para muchachos obreros y en 1847 elaboró el primer reglamento del Oratorio.
En mayo de 1847 comenzó una nueva dimensión en el Oratorio. Hasta entonces los muchachos tenían que buscarse por su propia cuenta el dormitorio, muchos de ellos lo hacían en la calle. Bajo petición del joven Alejandro Percamona, un muchacho huérfano que le pidió posada, don Bosco y con la intervención de Mamá Margarita, inician el proyecto del internado en Valdocco.

Para Don Bosco «si no se recogen en un internado, [a los jóvenes abandonados] resultan del todo ineficaces cuantos cuidados se les prodiguen» (Memorias Biográficas, Tomo X, p. 874), por esta razón, don Bosco terminó haciendo del Oratorio una casa en la que los muchachos tenían todos los servicios dentro de sus portales.

La primera experiencia de extensión de su apostolado la vivió en la misma Turín, cuando ese mismo año abrió en la zona de Porta Nova un segundo oratorio que denominó San Luis Gonzaga. En 1849 abrió un tercero, que llamó Oratorio del Ángel Guardián en Vanchiglia. En tanto comenzó las construcciones de una nueva capilla para reemplazar la inicial. La idea de crear los talleres dentro del Oratorio nace de la necesidad de sacar a los muchachos de los trabajos en las fábricas. A partir de 1853 comienza la construcción de talleres de calzado, sastrería, carpintería, imprenta y metalistería. Gracias a esto, 300 muchachos dejaron de trabajar en las fábricas. Para 1869 había 375 internos y entre 1854 y ese año se contaban ya más de 800 muchachos que habían pasado por el internado.
Con la ayuda de un seminarista, Francesia, don Bosco comenzó también a dar clases dentro del Oratorio y para 1860 tuvo completa la educación media para sus muchachos insistiendo en que sus estudios fueran los mejores. De la calidad educativa de esta primera escuela de don Bosco se tiene el comentario de un profesor universitario de Turín: «En el lugar de Don Bosco usted tiene que estudiar, realmente estudiar». Por otra parte, la situación difícil que enfrentaba en aquella época el avance del nacionalismo italiano no pocas veces hostil a la Iglesia, causó que los seminarios fueran cerrados, en no pocas ocasiones el Arzobispo de Turín fue exiliado y las órdenes religiosas perseguidas. Por el contrario, el Oratorio de Don Bosco ganó pronto un sólido prestigio entre las autoridades civiles por el tipo de trabajo que tenía mucho que ver con la promoción social de jóvenes marginales. Esta misma situación hizo que el Oratorio se convirtiera además en un oasis para la Iglesia y por esta razón muchos seminaristas diocesanos y religiosos fueran enviados a seguir sus estudios de formación sacerdotal con don Bosco. En 1861 se ordenaron 34 jóvenes sacerdotes formados por don Bosco para la arquidiócesis de Turín y según estadísticas del tiempo, Don Bosco dio a la Iglesia un número total de 2500 sacerdotes. Otra fuente, en cambio, señala que fueron 6 mil en el lapso de 34 años.

### Congregación Salesiana

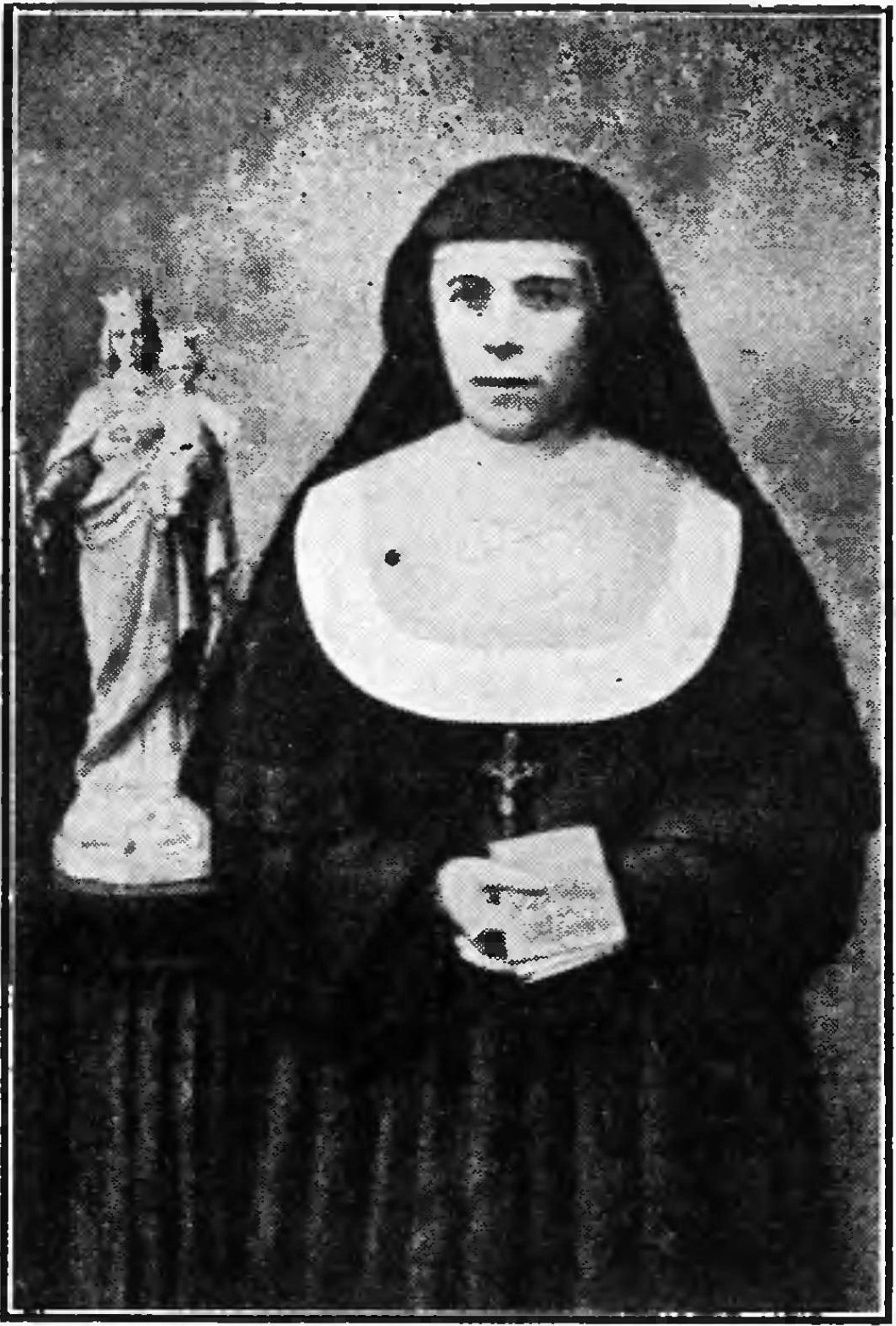
María Dominga Mazzarello

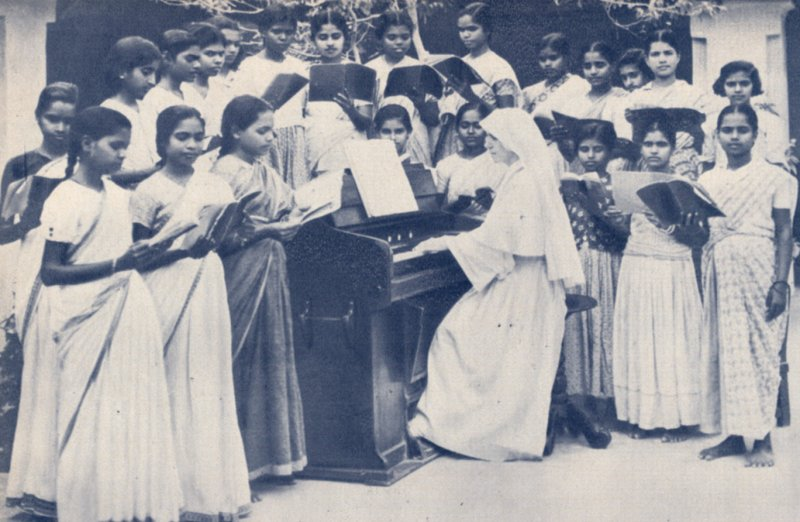
Las Hijas de María Auxiliadora, fundadas por don Bosco y Madre Mazzarello, serían las llamadas a llevar el carisma salesiano a las muchachas.

Los primeros jóvenes, miembros del Oratorio de Valdocco, fueron Miguel Rúa, Juan Cagliero, Francesia, Angelo Savio, Rocchietti, Turchi y otros que aceptaron la propuesta de don Bosco. El 26 de enero de 1854 hicieron la promesa inicial en la fundación de los que don Bosco llamó sin dudas los salesianos en honor de san Francisco de Sales. El 25 de marzo de 1855 el joven Miguel Rúa sería el primero en hacer sus votos, seguido después por el resto. Para el 9 de diciembre de 1856 don Bosco se refería de manera abierta a su Congregación que recibió la aprobación de S.S. Pío IX en 1858. Para el 14 de mayo de 1862 don Bosco recibió los votos de 22 jóvenes entre los cuales dos lo hacían como coadjutores, la manera en la que don Bosco llamó a los laicos consagrados salesianos. A estos les diría que el propósito de la Congregación Salesiana era la de buscar la santificación personal y continuar el trabajo en favor de los muchachos, especialmente aquellos más necesitados de instrucción y educación. Los inicios de la Congregación Salesiana de don Bosco no fueron fáciles y le trajeron serios problemas, especialmente en lo concerniente a su aprobación definitiva. Sin embargo, comenzó la fundación de varias casas salesianas primero en Piamonte: Lanzo en 1864, Cherasco y Alassio en 1869, Valsalice en 1872 y Vallecrosia en 1875. El primer país extranjero en recibir a los salesianos de don Bosco fue Francia con casas en Niza en 1875, Marsella en 1878 y París en 1884. Para enero de 1863 había 39 salesianos, 80 en 1865, 320 en 1874 y 768 en 1888, año de la muerte de don Bosco.

#### Hijas de María Auxiliadora
La otra obra perenne de don Bosco fue la fundación de las Hijas de María Auxiliadora. Hasta entonces había centrado todas sus fuerzas apostólicas y recursos posibles a los muchachos. Gracias a un sueño en el que la Virgen María le pidió interesarse también por las muchachas, don Bosco vio la oportunidad de hacer ese sueño realidad cuando conoció al padre Domingo Pestarino quien le habló de María Dominga Mazzarello, una muchacha de su parroquia en Mornese, Alessandria que demostraba una gran devoción y carisma por las jóvenes más necesitadas. El 8 de octubre de 1864 don Bosco se encontró con la joven Mazzarello de Mornese, y de dicho encuentro surgió la fundación del Instituto de hermanas que hicieron del carisma salesiano una oportunidad también para las muchachas.
En diciembre de 1877 llegó al puerto de Montevideo, Uruguay, la primera expedición misionera de las Hijas de María Auxiliadora en América. En marzo de 1879 se instalaron en Villa Colón (Montevideo). En enero de 1879, partió de Italia el segundo grupo de diez misioneras acompañado por la propia Mazzarello hasta el puerto de Marsella.

#### Asociación de María Auxiliadora
Con el fin de promover la veneración a la eucaristía y la devoción a María Auxiliadora, don Bosco solicitó la erección canónica de la Asociación de María Auxiliadora, la que obtuvo por parte del arzobispo de Turín el 18 de abril de 1869. Pío IX la elevó a la categoría de archicofradía mediante un breve apostólico del 5 de abril de 1870, con lo que le otorgó la facultad de agregar las asociaciones del mismo nombre y reglamento en la arquidiócesis de Turín. En 1877, esa facultad se extendió a todas las diócesis de Piamonte.

### Conflictos en la conformación de la congregación

#### Marco político-legal
Si bien don Bosco era un sacerdote diocesano, comenzó a desarrollar la idea de una comunidad religiosa que pudiera continuar su misión. Pero semejante plan era contraproducente en una época en la que se agudizaba la lucha entre el poder del Estado y de la Iglesia. Los años 1848 y 1849 fueron críticos a causa de las agitaciones patrióticas, de la guerra de la independencia y de un conjunto de hechos que desembocaron en la expulsión de los jesuitas y del propio arzobispo. Don Bosco, que había subrayado siempre el carácter educativo y religioso de sus oratorios, intentó eludir la participación en manifestaciones patrióticas y políticas, razón por la cual lo abandonaron algunos jóvenes y sacerdotes colaboradores. Sin embargo, su posición le permitió la apertura de los nuevos oratorios y una continua afluencia juvenil.

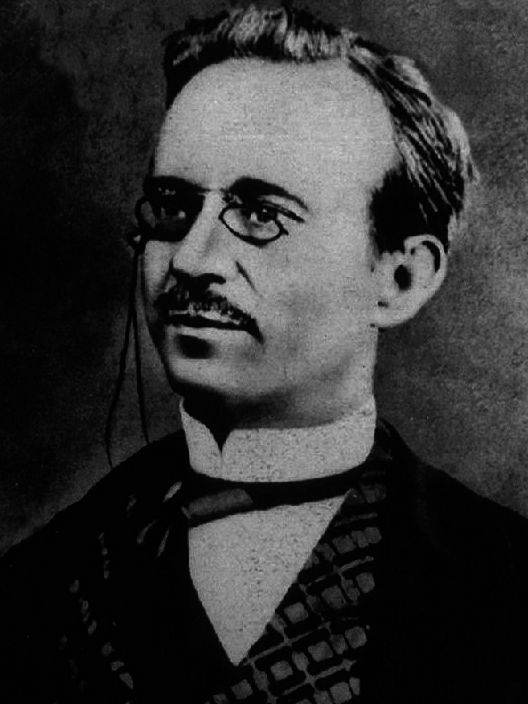
Urbano Rattazzi, ministro de justicia y del interior, anticlerical a ultranza, que terminó por admirar a don Bosco y colaborar con su proyecto

En 1855 el ministro Urbano Rattazzi, un declarado anticlerical, hizo aprobar una ley en la cual suprimía 35 órdenes religiosas, cerraba 334 casas religiosas, dispersaba a 5 456 sacerdotes y religiosos y los privaba de sus derechos civiles. Por otro lado, el Estado exigía el derecho de elegir al obispo. No era necesario recordarsele a don Bosco que «los tiempos no eran propicios»: adicionalmente, un artículo de la nueva ley prohibía específicamente la fundación de una nueva institución religiosa u orden sin la aprobación del gobierno. Discretamente, don Bosco continuó su trabajo sobre la regla para su proyecto, pero no tomó ninguna acción abierta. Se encontraba en un lugar difícil, entre la espada y la pared, cuando para su sorpresa el hombre que había planeado y legislado ese movimiento antirreligioso lo liberaría del peso de tal legislación.
En efecto, fue el mismo Urbano Rattazzi quien aconsejó a don Bosco cómo fundar su Congregación en el marco político liberal reinante, de manera tal que no se enfrentara con la legislación civil. Su consejo fue que formara una sociedad clerical que constituyera a la vez una asociación de ciudadanos libres, o sea, «ciudadanos cara al Estado y religiosos cara a la Iglesia». De esa forma dependería de la Iglesia en lo religioso, pero en lo social serían simples ciudadanos libres. Es por esta razón que la Congregación Salesiana ideada por don Bosco tiene elementos que no entran en conflicto con la sociedad civil y que fueron claves en la expansión del carisma en los cinco continentes y a lo largo de las décadas siguientes (ver más adelante, por ejemplo, el caso de la Argentina). De allí deriva también el nombre oficial de los salesianos: Sociedad de San Francisco de Sales. Entre muchas otras particularidades, don Bosco evitó llamar a los laicos consagrados como «fray» o «hermano» para llamarlos simplemente «señor», y no les puso hábito distintivo. En la organización de la autoridad religiosa, no llamó a los superiores con títulos como prior, provincial o superior general, sino director, inspector y rector mayor. Además, no hizo referencias a «conventos» y «provincias», sino a «casas» e «inspectorías», que son términos civiles más que religiosos.
Urbano Rattazzi no solo apoyó con sus palabras la creación de una nueva sociedad religiosa, sino que también aportó su experiencia legal. Casi veinte años después, el mismo don Bosco reveló que Rattazzi quiso además ayudarlo a redactar varios artículos de las constituciones de su «Sociedad salesiana», y que aplicó su habilidad jurídica directamente en lo concerniente a la relación de la Sociedad con el derecho civil y estatal. Don Bosco escribió: «Realmente puedo decir que fue Rattazzi quien ayudó a redactar aquellas secciones de nuestra regla que luego sirvieron como salvaguardas contra cualquier acoso o intrusión del gobierno».

[...] mi querido Don Bosco, puedo asegurarle que el rey apoyará sus esfuerzos porque su trabajo es tan eminentemente humanitario.
Palabras de Ratazzi a Don Bosco, escritas en sus Memorias Biográficas, Tomo V, p. 461

#### Don Bosco y monseñor Riccardi

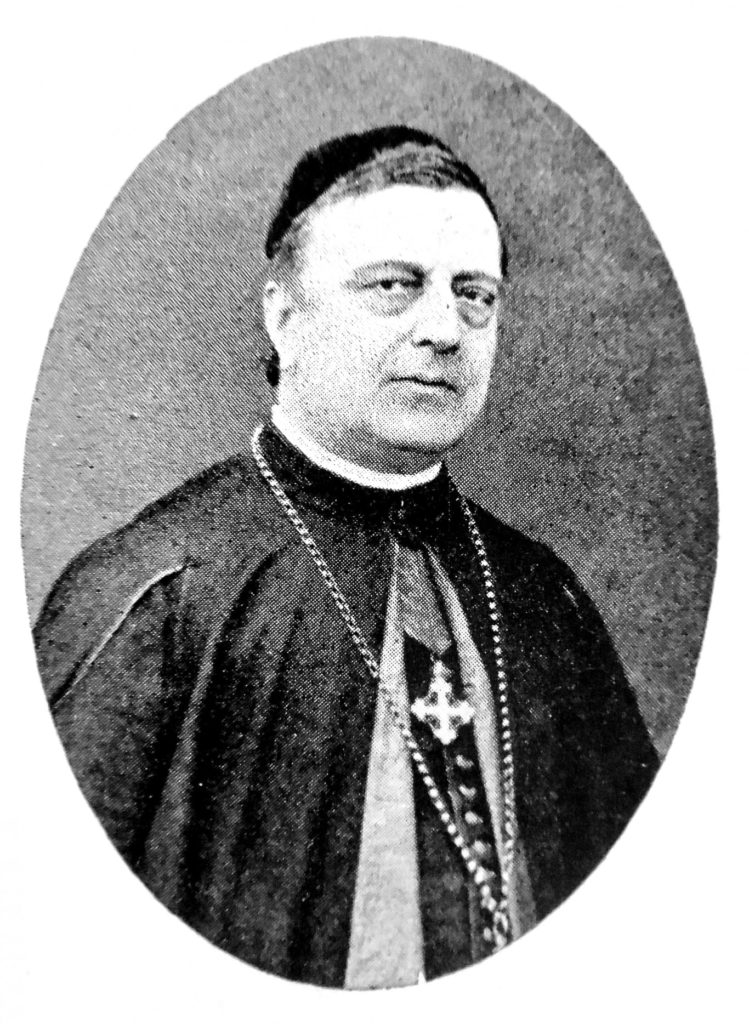
Mons. Alessandro Ottaviano Riccardi di Netro, arzobispo de Turín desde 1867 hasta 1870

A Mons. Alessandro Ottaviano Riccardi di Netro, arzobispo de Turín de 1867 a 1870, no le convencía el sistema que usaba don Bosco para formación de los futuros sacerdotes: sostenía que se dedicaban en demasía a las tareas pedagógicas y que eso tendría como consecuencia la desatención de sus estudios de teología. El obispo prodigaba muchos elogios a la obra de don Bosco pero resultó intransigente en el tema de la formación de los colaboradores de la obra: quienes seguían la carrera eclesiástica, deberían estudiar dentro de los muros del seminario, y los que ya eran sacerdotes deberían perfeccionarse en el convictorio, ambos avalados por siglos de rica experiencia en comparación con el nuevo sistema de formación ideado por Juan Bosco.
En la práctica eso significaba un golpe mortal a la obra salesiana que estaba en pleno crecimiento, porque don Bosco necesitaba con apremio sacerdotes para atender, educar y formar todos los días a los millares de alumnos que se suscitaban. Esa labor apostólica sin sacerdotes que se ocuparan de ella podía desmoronarse. A las demandas de Riccardi se sumaron las de otros obispos que exigieron que los clérigos que colaboraban con don Bosco volvieran a sus respectivas diócesis. Ni siquiera la súplica personal de don Bosco a Mons. Riccardi hizo que cambiara de opinión. Más aún, el arzobispo Riccardi envió una carta confidencial al cardenal prefecto de la Congregación de Obispos y Regulares en Roma, ante la cual se tramitaba la aprobación de la Orden salesiana, manifestando todas sus objeciones.
Obligado a ceder, don Bosco envió sus novicios al Seminario. El resultado no pudo ser peor: "De diez estudiantes míos en Teología -le escribió a Pío IX- que han frecuentado los cursos del seminario, no me ha quedado uno solo en la Sociedad".
El secretario de la Congregación de Obispos y Regulares en Roma era Mons. Svegliati, otro decidido adversario de don Bosco.

Se oponía, más que ninguno, a lo proyectos de don Bosco monseñor Svegliati, Secretario de la Congregación, persona muy influyente, de la que dependía en gran parte la decisión. Y el papa dirigió a don Bosco a monseñor Svegliati, dándole a entender que, si conseguía ganárselo, el asunto estaba terminado.
G. B. Lemoyne, Memorias Biográficas de Don Bosco VIII, p. 517

Svegliati consideró que no se podían aprobar ni las Reglas ni la Congregación salesiana tal como fueron presentadas: sostenía que eran reglas muy simples y demasiado novedosas, que había una contradicción entre el voto de pobreza y la facultad de sus miembros de conservar su patrimonio como ciudadanos, que los estudios eran deficientes, que había «excesiva democracia» en los colegios y falta de espíritu sacerdotal, en una mezcolanza de clérigos con artesanos. Mons. Torlone, encargado oficioso de la Santa Sede ante el gobierno italiano, junto con los habituales elogios a la caridad y a la obra de don Bosco, también enfatizó las quejas contra la supuesta deficiencia de los estudios y la falta de espíritu sacerdotal de sus colaboradores. De poco sirvieron las cartas laudatorias a favor de don Bosco de los cardenales arzobispos de Pisa, Ancona y Fermo; de los arzobispos de Lucca y Génova; o de los obispos de Alejandría, Novara, Susa, Mondovi, Albenga, Guastalla, Reggio Emilia, Asti, Parma y Aosta.
Después de idas y vueltas, el 2 de octubre de 1868 monseñor Svegliati comunicó a don Bosco que no se aprobaban sus reglas ni se otorgaban las facultades que pedía. En enero de 1869 don Bosco viajó a Roma y convenció a Svegliati que hablara al papa en su apoyo, lo que el turinés interpretó como una mediación de María Auxiliadora.

#### Don Bosco y monseñor Gastaldi

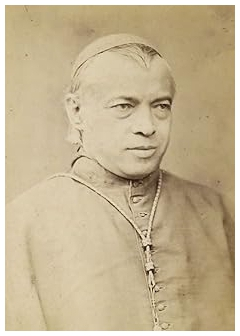
Mons. Lorenzo Gastaldi, sucesor del arzobispo Riccardi. Al principio fue amigo y propulsor de la obra salesiana. Luego de su nombramiento como arzobispo, mantuvo con don Bosco y sus proyectos una relación conflictiva.

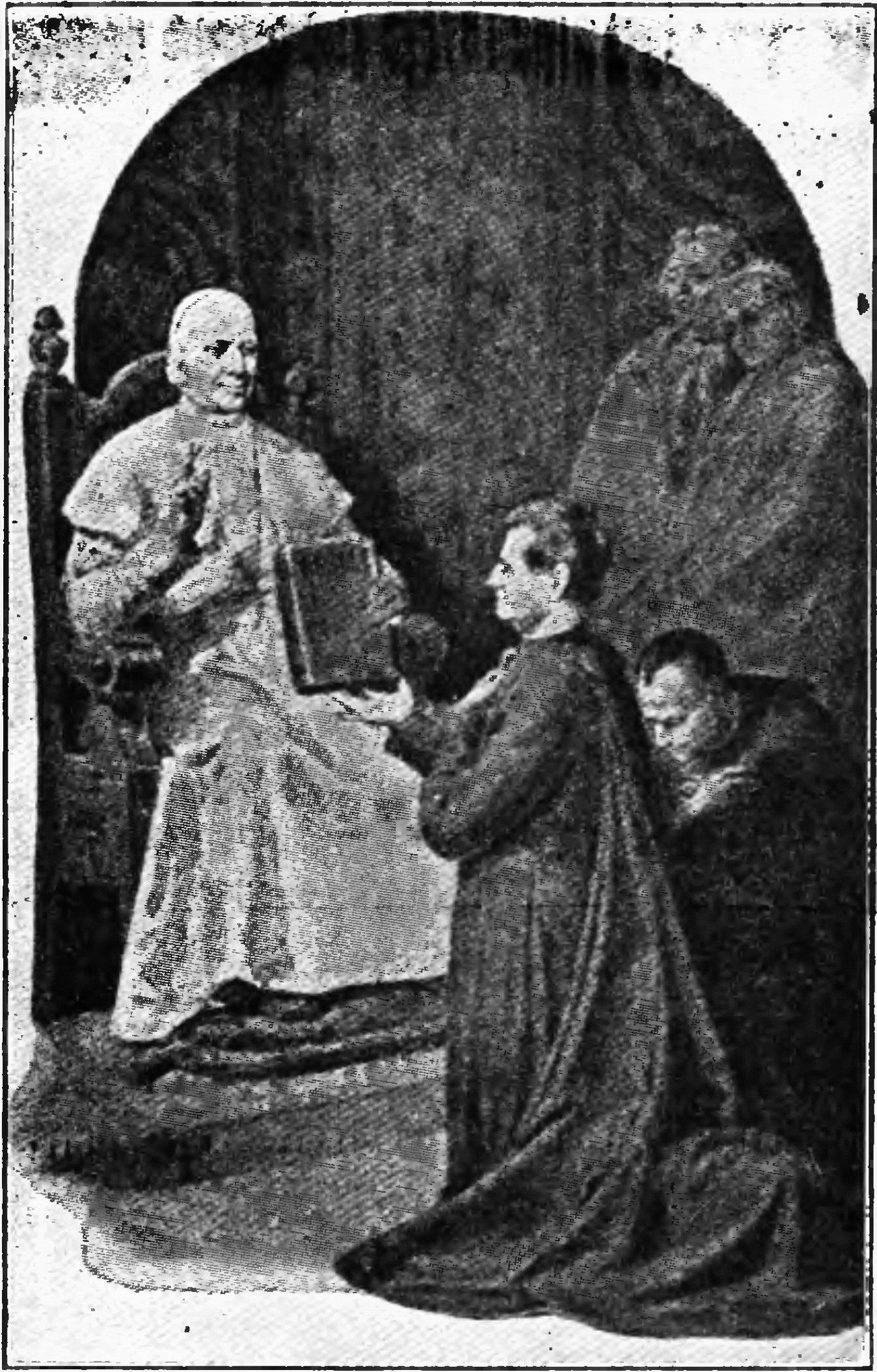
Imagen que representa al papa Pío IX aprobando y confirmando a perpetuidad las Constituciones de la Sociedad de San Francisco de Sales el 3 de abril de 1874.

En 1870 murió el arzobispo Riccardi, y don Bosco sugirió al papa Pío IX que monseñor Lorenzo Gastaldi era el más indicado para sucederlo. Gastaldi había sido amigo y propulsor de la obra salesiana, y el papa lo nombró entonces arzobispo a instancias de don Bosco:

Aquella tarde anunciaba Don Bosco a la comunidad la promoción de monseñor Gastaldi a la archidiócesis de Turín, e invitaba a todos a alegrarse por ello como de un feliz acontecimiento, dado que el nuevo arzobispo siempre se había manifestado muy favorable al Oratorio y siempre había mantenido amistosas relaciones con Don Bosco.
G. B. Lemoyne, Memorias Biográficas de don Bosco X, p. 411-412

Al poco tiempo el arzobispo de Turín adoptó la misma postura contraria a don Bosco que tenía Svegliati, y se inició una larga historia de incomprensiones.
Gastaldi tomó determinaciones muy severas, entre ellas la suspensión a divinis de un canónigo de Chieri conocido de don Bosco. El canónigo acudió a Juan «rogándole le quisiera admitir en una de sus casas». Don Bosco, lo alojó en un colegio que tenía en Alassio, lo que disgustó al arzobispo.
Luego, Mons. Gastaldi se opuso fuertemente al proyecto del Seminario de vocaciones tardías que don Bosco había emprendido con el apoyo del Papa y lo prohibió en su diócesis. Además retrasó tres años la aceptación de las dimisorias para la ordenación de nuevos sacerdotes salesianos e interpuso todos los obstáculos posibles para que se llevasen a cabo esas ordenaciones.
En diciembre de 1874 Gastaldi «promulgó un decreto derogando todos los favores, facultades y privilegios concedidos a los salesianos por él y por sus predecesores».

La fama de que gozaba Don Bosco, la autoridad, que naturalmente tenía en todas las casas salesianas, y hasta la particular confianza que le concedía el papa, parecíanle al arzobispo otras tantas mermas de su autoridad arzobispal. Y, firme en defender sus derechos, exageraba continuamente en sus disposiciones […]
G. B. Lemoyne, Memorias Biográficas de Don Bosco X, p. 411-412

Don Bosco interpretó ese giro en el proceder de su antiguo amigo, quien había sido su mejor confidente durante treinta años, como una forma de Dios de señalarle en quién depositar su confianza:

Yo no confié bastante en la Providencia, cuando quise poner medios humanos para facilitar mi obra.
Don Bosco

En esa situación, don Bosco acudió de nuevo a la Congregación de Obispos y Regulares pidiendo que se le concedieran los privilegios sobre este particular de los que gozaban algunas congregaciones. A pesar de que el papa se mostraba a su favor, los ánimos en torno a esa cuestión estaban divididos. Acudió a la comisión de Cardenales. Y mientras se deliberaba el caso, el cardenal prefecto de la curia romana, Mons. Giuseppe Andrea Bizzarri, recibió una carta agresiva de Mons. Gastaldi:

«Espero que la Sagrada Congregación, antes de conceder al señor Don Bosco lo que pide en perjuicio de los obispos, tendrá la bondad de hacerme conocer su petitorio para formular mis observaciones.

El espíritu de independencia, casi diré de superioridad que el señor Don Bosco viene desplegando hace años contra el arzobispo de Turín..., si fuese apoyado con nuevos privilegios contrarios a mi jurisdicción, acrecentaría mis disgustos y tribulaciones.

Si el señor Don Bosco ha merecido y merece bien de la Iglesia, yo pienso no haber desmerecido, y no veo por qué se le deben conferir privilegios que importarían castigo para mí.

Y si se le han de conferir, en daño de mi jurisdicción, aguárdese al menos mi muerte, que no tardará mucho, o déseme tiempo de retirarme de este puesto.»

El papa León XIII terminó por dar lugar al arzobispo Gastaldi en una concordia forzada, y ordenó a don Bosco pedir disculpas por escrito. La situación se mantuvo así hasta la muerte de Gastaldi el 25 de marzo de 1883. Sólo entonces León XIII decidió concederle a don Bosco los privilegios que solicitaba para su congregación.
El conflicto entre monseñor Gastaldi y don Bosco, dada la diferencia de sus pareceres y la tenacidad de sus personalidades, trajo consecuencias delicadas: dificultó ampliamente las relaciones entre la orden y la arquidiócesis al igual que la aprobación de distintos reglamentos salesianos, y creó un clima tenso para la ordenación de los salesianos candidatos al presbiterado. Después de la muerte de don Bosco, las objeciones planteadas en referencia a ese conflicto casi frenaron el proceso de canonización de don Bosco.

### Don Bosco en el mundo
Bien pronto las obras de don Bosco fueron conocidas en numerosos países. La situación de inestabilidad política en el Piamonte ocasionó que numerosas familias de esa región emigraran a Latinoamérica. De la misma manera, el aprecio y prestigio de don Bosco le ganó la simpatía de notables personajes: el papa Pío IX lo llamó «el tesoro de Italia» y el papa León XIII dijo «don Bosco es un santo»; el cardenal Gaetano Alimonda —arzobispo de Turín entre 1883 y 1891— se refirió a don Bosco como el «divinizador del siglo», y el cardenal Luigi Maria Bilio —secretario de la Sagrada Congregación del Santo Oficio mencionó: «Nadie es canonizado mientras vive, pero don Bosco ya fue hecho santo»; también obispos, nobles e incluso los nacionalistas y anticlericales, como Urbano Rattazzi que dijo en 1867 «para mí don Bosco es quizá el más grande milagro de nuestro siglo», Todos ellos contribuyeron a hacer conocer el nombre y la obra del sacerdote turinés.
Además de sus numerosos viajes a través de Italia, don Bosco visitó personalmente Francia, Austria (1883) y España (1886). El diario Le Monde (de París) escribió sobre él:

La gente corre detrás de él, deseosos de verlo, de tocar su ropa, porque sienten que un aura especial de santidad emana de él.

Profundamente sensible por las culturas extranjeras, don Bosco dominaba, junto a su lengua natal, el piamontés, otros idiomas como el italiano, español, francés e inglés, además de las lenguas clásicas griego y latín.
En los últimos 14 años de su vida envió a miembros de su congregación a la Argentina (1875), Francia (1875), Uruguay (1876), Colombia (1876), España (1881), Brasil (1883), Chile (1887), Inglaterra (1887), y Ecuador (1888).

#### Don Bosco y la Patagonia

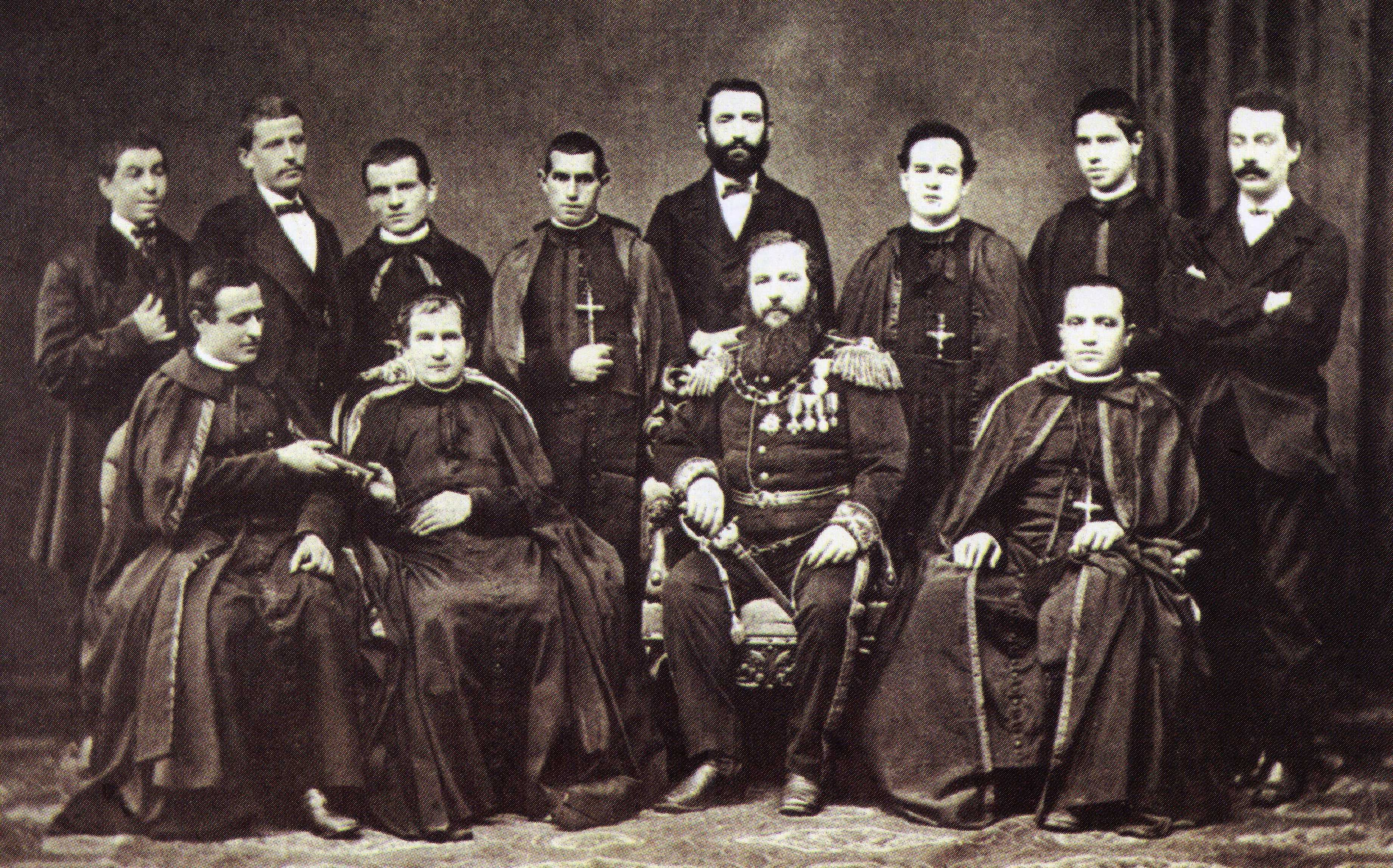
Sentados de izquierda a derecha: Juan Cagliero, don Bosco y Giovanni Battista Gazzolo (1825-1895) —cónsul argentino en Savona— y el P. José Fagnano. De pie de izquierda a derecha: coadjutor Vicente Gioia (maestro zapatero), coadjutor Bartolomé Scavini (maestro carpintero), P. Valentín Cassini, P. Juan Bautista Baccino, coadjutor Esteban Belmonte (ecónomo), P. Domingo Tomatis, clérigo Santiago Allavena y coadjutor Bartolomé Molinari (maestro de música).
Don Bosco solicitó personalmente que se le sacara esta fotografía para dejar constancia histórica de la partida de los primeros salesianos hacia la Argentina. Recurrió a Michele Schemboche, el fotógrafo más cualificado en Turín, y posó en su estudio junto a los misioneros y el cónsul en noviembre de 1875. En la fotografía, don Bosco ofrece a Cagliero un libro: son las reglas de la Sociedad Salesiana.

El 11 de noviembre de 1875 don Bosco envió la primera expedición allende los mares al Nuevo Mundo. El destino específico de esa expedición fue la Argentina y don Bosco pensó en la Patagonia en particular. Envió como encargado de la expedición a Juan Cagliero, quien llegaría a ser el primer obispo salesiano. La Argentina constituyó un objetivo decisivo para el ideario misionero de Juan Bosco, por las obstáculos que se debieron superar y por la experiencia que el establecimiento en ese país brindó a la congregación con miras a llegar con sus oratorios a otros países de América del Sur.
La llegada de los salesianos a la Argentina en 1875 se produjo en un período histórico en el cual las relaciones entre el Estado y la Iglesia eran tensas y conflictivas, tanto por el régimen del patronato como por la laicización que se propulsaba para la vida pública. El momento más crítico de la relación Iglesia-Estado se produjo el 14 de octubre de 1884 con la ruptura de relaciones diplomáticas entre la Argentina y la Santa Sede.
A los problemas anteriores se sumó que el comienzo de la acción salesiana en la Patagonia argentina (1879) coincidió con el proceso conocido como Conquista del Desierto (1878-1885). Los salesianos arribaron a la Argentina con el expreso mandato de don Bosco de evangelizar la Patagonia, pero recién entraron a la región en 1880 por las diferencias que se presentaron con el Estado nacional.
Las  relaciones problemáticas que se produjeron entre la Iglesia y el Estado tanto en Italia como en América requirieron diplomacia y cautela para conseguir libertad de acción para esa evangelización y simultáneamente mantener la independencia de los salesianos del Estado nacional. La experiencia vivida por los salesianos durante su período de formación en Italia ante conflictos semejantes fue de gran ayuda: reprodujeron en la Argentina las mismas estrategias que habían utilizado en Italia, tanto para su conformación como «sociedad», como para la puesta en marcha de su propuesta misionero-educativa.
Así, los salesianos lograron el reconocimiento civil que el Estado solía conceder solo cuando los fines de la Congregación coincidían con los del propio Estado, es decir, cuando se ofrecía servicios sociales tales como la educación e instrucción de la juventud, la curación de enfermos, la asistencia a los pobres y necesitados. Además, los religiosos salesianos conservaban sus bienes y pagaban impuestos como cualquier ciudadano, siguiendo la particular idea del fundador Juan Bosco: salesiani nel secolo. En su concepción inicial, la de don Bosco no era propiamente una «congregación» sino una «sociedad», un ente moral que participaba tanto de la naturaleza de la congregación religiosa clásica como de la naturaleza de una simple unión pía de ciudadanos.
La idea de don Bosco era establecer una administración independiente del Estado argentino: el Vicariato y la Prefectura. Por eso se informó sobre las relaciones entre el gobierno y los indígenas patagónicos y así supo los objetivos del gobierno de violencia y exterminio, que Juan Cagliero le confirmó desde la Argentina. Don Bosco y sus salesianos advirtieron que las relaciones violentas entre el ejército argentino y los indígenas perjudicaban su misión pacificadora y su proyecto de Vicariato. Entendieron que el avance del ejército era inexorable y que el objetivo no era otro que la eliminación de quienes daban sentido a su proyecto de evangelización: los aborígenes.
Luego de varios intentos por ingresar a la Patagonia los salesianos consiguieron hacerlo, pero junto con el ejército argentino comandado por Julio Argentino Roca. Los misioneros de don Bosco fueron, de alguna manera, instrumentalizados por los colonizadores. Ese condicionante no estaba en los planes de Juan Bosco, y varios salesianos misioneros en la Patagonia fueron muy críticos de la Conquista del Desierto. Los testimonios de los monseñores Juan Cagliero y José Fagnano, principales fuentes de varios pasajes de esa campaña, pusieron de manifiesto la disconformidad y las denuncias constantes contra la violencia ejercida por el ejército que asesinaba a los sujetos que los salesianos pretendı́an evangelizar. Por ejemplo, en referencia a la masacre perpetrada por Ramón Lista el 25 de noviembre de 1886 en la que murieron 26 selk’nam:

Para otro salesiano, Giusseppe Fagnano, el gobierno había perpetrado una «campaña abierta contra los indios». Fagnano acusaba a Ramón Lista de ser un «hombre de carácter duro y violento», y lo increpó fogosamente, corriendo al lugar de la masacre e interponiéndose entre el oficial y los aborígenes selk’nam heridos y muertos, sin importarle, según el relato del salesiano Lino Carbajal, los veinticinco fusiles que le apuntaban. Tras este hecho se preguntaba Fagnano, «¿qué se podrá conseguir con una misión que comenzaba con el terror y con la sangre?»

Por su parte, cuando don Bosco se enteró del hecho:

[...] empezó a quejarse amargamente de que los salesianos tuvieran que ir en compañía de soldados que mataban a los indios: «¡Quiero, exclamó, que los misioneros vayan solos, sin ser escoltados por las armas! Si no es así será infructuosa su predicación. ¡Sería mejor no ir que hacerlo de esa manera!»

El panorama del estado de situación, tal como los salesianos lo presentaban era:

[...] el de un Estado violento y negligente, con soldados «corruptísimos» y «bárbaros» y por lo tanto, para los religiosos, antitestimoniales (es decir, dando un ejemplo contrario a las enseñanzas de los evangelios) en cuanto a la tarea misionera civilizadora y pacíficadora de la Congregación. […] Mientras los soldados «bribones» maltrataban a los indígenas y los comerciantes los incitaban a embriagarse vendiéndoles alcohol, «nosotros tratamos de segregarlos de aquellos demonios encarnados, para que conozcan la religión por sí misma y no los malos ejemplos».

Sin el apoyo del Delegado Apostólico y con la temerosa posición del arzobispo Aneiros, los salesianos debieron enfrentar directamente al presidente argentino Julio A. Roca para defender su proyecto. El militar objetó la presencia de Cagliero (designado en realidad vicario apostólico) como obispo, por ser extranjero y porque no había sido nombrado con el consenso del gobierno. Cagliero, diplomáticamente optó por salvar la presencia misionera de los salesianos en la Patagonia, mostrándose como un «obispo misionero, visitador de nuestras Casas Salesianas y especialmente encargado por los superiores de aquellos que estaban en la Patagonia», bajo la «autoridad del arzobispo de Buenos Aires». Así, Cagliero debió ocultar su designación como vicario apostólico por doce años.
A pesar de todas las dificultades que debieron enfrentar de cara al Estado argentino e incluso en algunos momentos a la Iglesia local, en pocos años un puñado de salesianos e hijas de María Auxiliadora provenientes de Italia crearon un circuito de misión y de educación que se extendió como una red por todo el territorio patagónico, argentino y chileno.
Desde Argentina los salesianos llegarían con sus Oratorios a varias otras naciones latinoamericanas.

### Los sueños de don Bosco

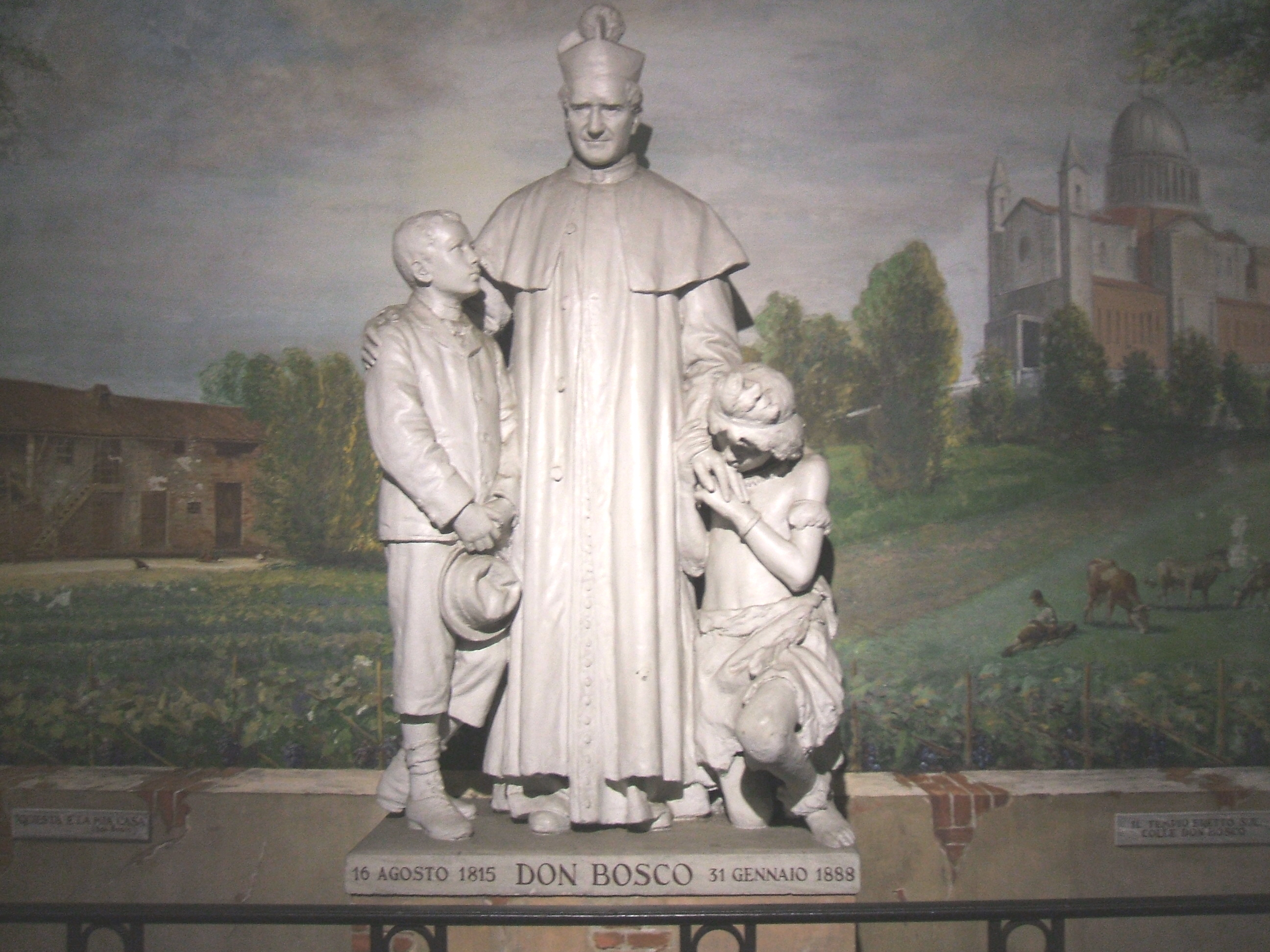
Estatua del Apóstol de la Juventud en Valdocco.

Entre los diversos autores que estudiaron los sueños de don Bosco, destacan Pietro Stella, y Michael Mendl. En principio, don Bosco no fue amigo de hacer de sus sueños un hecho espectacular y sus relatos tuvieron ante todo un objetivo pedagógico.

Al narrar a sus muchachos sus sueños, don Bosco les decía solo aquello que era mejor para ellos, ya que esta era la intención de Aquel quien le daba esas misteriosas revelaciones.

Dice al respecto Mendl:

Utilizar los sueños para estudiar la psique de Don Bosco tiene sus propios riesgos, como Stella previene [Don Bosco’s Dreams, pp. 71-73]. Ciertamente los textos de las Memorias biográficas fueron redactadas por Lemoyne y otros. Pero incluso los documentos detrás de los textos de las Memorias «reflejan diferentes preocupaciones de don Bosco: algunas veces los estados de la mente de un hombre que habla a una comunidad de jóvenes; algunas veces el estado de la mente de un hombre que escribe para gente que lo va a leer después» [Don Bosco’s Dreams, p. 171.]. Sin duda, «la interacción entre de elementos religiosos y éticos en los sueños de Don Bosco tienen que expresar el tipo de fenómenos que suceden en gente de profundas y operativas convicciones cristianas».

Don Bosco contaba sus sueños a los muchachos siempre con el ánimo de dejar una enseñanza o de prevenir algún tipo de peligro. Con el correr del tiempo él mismo puso varios por escrito. Fernando Peraza Leal señala que numéricamente se posee documentación acerca de más de 170 “sueños”. Peraza Leal y Stella intentan una clasificación similar de los sueños de don Bosco:
1. Sueños que se referían a la propia persona de don Bosco y su misión, como el «sueño de los nueve años». En este tipo de sueños don Bosco hizo no pocas premoniciones de muertes y todos ellos tenían que ver con sus muchachos y salesianos tanto aquellos que tenía cerca en Turín, como los sueños misioneros en países extranjeros y a su arte educativo.[116][117]
2. El segundo tipo de sueños según las clasificaciones de Stella y de Peraza incluye a aquellos que tenían que ver con eventos políticos o religiosos, entre los que destaca el «gran funeral de la corte real» de 1854, que anunció el fallecimiento de varios miembros de la familia real, cuando Víctor Manuel II de Italia decidió la firma de la «ley Rattazzi» que suprimió las congregaciones religiosas en el Estado sardo piamontés.[116][117]

### Muerte

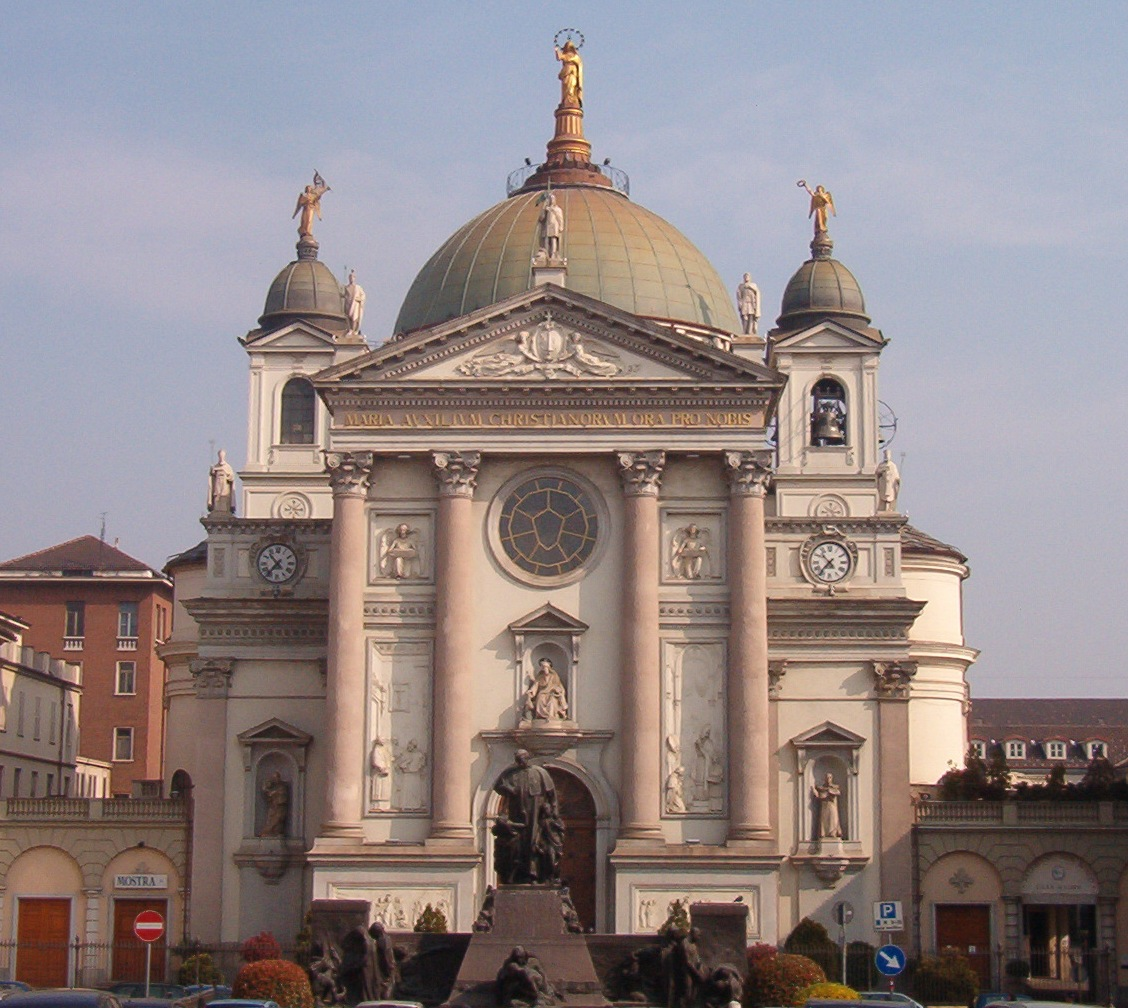
Fachada de la Basílica de María Auxiliadora.

Extenuado y casi ciego, don Bosco fue por última vez a Roma en 1887 para la consagración del santuario erigido en honor del Sagrado Corazón de Jesús en el barrio de Castro Petrorio.
El 31 de enero de 1888 a las 04:45, murió el llamado «apóstol de los jóvenes», en su habitación del Oratorio de Valdocco. Tenía 72 años, 5 meses y 14 días de edad.
Varios biógrafos de don Bosco hicieron referencia a su funeral como una «apoteosis», con la asistencia de unas 200 000 personas en una ciudad que a
finales del siglo XIX llegaba a unas 300 000.
Su cuerpo permaneció en la Basílica de María Auxiliadora y después fue sepultado el 6 de febrero en la casa salesiana de Valsalice, pero sus restos serían posteriormente trasladados a la Basílica en donde permanecen en la actualidad.

## Don Bosco y su tiempo

### Don Bosco y la educación: el sistema preventivo
En la época en que vivió don Bosco cundía el analfabetismo: según algunos estudios, en 1871 el 58 % de la población del Piamonte era analfabeta.  Aunque existía entusiasmo y expectativas por la educación popular y la escuela para todos, la realidad de ese deseo tardó años en hacerse efectiva y la necesidad económica privó a muchos jóvenes de recibir niveles mínimos de educación.
Don Bosco intuyó que se requerían nuevos criterios de trabajo educativo y nuevas formas de presencia cristiana y evangelizadora de cara al futuro. Con su pensamiento humanista cristiano, aportó soluciones que respondían a su preocupación por resolver los problemas sociales y educativos, desarrollando al máximo la dignidad de la persona.

Un día de 1854 Don Bosco se encontraba en las oficinas del ministro Urbano Rattazzi, platicando con él, y se le preguntó una vez más cuál era su método educativo. Respondió: «Su excelencia no ignora que existen dos sistemas de educación, uno, llamado sistema represivo, el otro, preventivo. El primero tiene como objetivo educar al estudiante por la fuerza, lo reprimen y lo castigan cuando infringe la ley. El sistema preventivo, en cambio, trata de educarlo con dulzura, y, por tanto, lo ayuda suavemente a observar la misma ley, para esto, le administra los medios más idóneos y eficaces para tal propósito. Para nosotros este es precisamente el sistema en vigor».

Toda la acción de don Bosco se apoyó en dos principios fundamentales: 
- La importancia de la educación de la juventud para regenerar la sociedad y superar la delincuencia, la pobreza, la incultura y la explotación.
- la necesidad de la fe y de la religión para la buena educación de la juventud, la promoción del pueblo y la construcción de una sociedad justa y humana. Don Bosco presentó siempre la religiosidad con una nueva sensibilidad, para afrontar las situaciones históricas y humanizarlas con el amor y la justicia.

El sistema preventivo termina ganándose al educando pues este ve en el asistente no a un controlador sino a un bienhechor que le avisa, que desea y busca su bien y le libra de sinsabores y castigos. Don Bosco define al educador como un ser consagrado al bien de sus alumnos y su trabajo solo puede realizarse con un contacto continuo que exige mutuo amor y sacrificio. Un amor hecho de familiaridad que permite conocer a cada uno de los alumnos, estar a disposición y prevenir antes de recurrir al fácil recurso represivo., por lo que la habilidad de un asistente, dirá D. Bosco «es proporcional a la cualidad de su presencia, de su ser y de su amor e inversamente proporcional a la cantidad de los castigos.» (Memorias biográficas, vol. 13, p. 168).

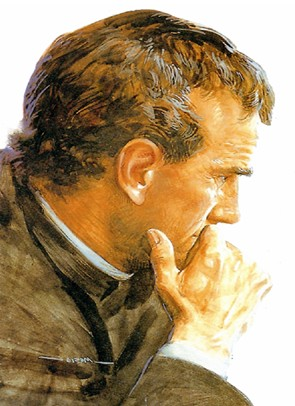
Representación de don Bosco como pensador

El lugar educativo por excelencia en el sistema de don Bosco fue el oratorio, espacio de vinculación donde se ofrecía un gran abanico de propuestas comunicativas que tocaban la vida de los jóvenes. Para el semiólogo y filósofo ateo Umberto Eco, el oratorio de don Bosco fue una auténtica revolución desde el punto de vista comunicativo, porque creaba una nueva forma de estar juntos, y esa comunicación convertía el oratorio en una máquina perfecta en la que cada canal de comunicación, desde el juego a la música, del teatro a las publicaciones, era usado al servicio del mismo mensaje. Las formas de comunicación que usó don Bosco fueron diversas:
- La música: don Bosco estaba convencido de la «saludable eficacia que le atribuía [a la música] sobre el corazón y la imaginación de los jóvenes con el fin de ennoblecerlos, elevarlos y hacerlos mejores». En el oratorio de don Bosco, la música era un elemento educativo de primer orden, y se enseñaba tanto la gregoriana como la popular.
- El teatro: Las veladas, las puestas en escena, y las representaciones formaron parte de la cultura propia de los salesianos y de su práctica educativa a punto de ser considerado un pilar en la educación salesiana. La primera representación de la que se tiene noticia en las fuentes es del 29 de junio de 1847. El pequeño teatro, era el instrumento educativo más inmediato que permitía hacer llegar el mensaje de la pastoral salesiana incluso a un público analfabeto.
- Las lecturas católicas y la imprenta: don Bosco tuvo una pasión no disimulada por la prensa, el libro, la actividad editorial, y el trabajo tipográfico. No solo fue escritor sino que además se convirtió en propietario de una tipografía. Recibió la medalla de plata en la Exposición Nacional de la Industria de Turín de 1884, en la que el Oratorio de Don Bosco tuvo un estand donde se podía seguir todo el proceso de fabricación del libro.

Algún autor incluso, propone denominar al sistema educativo de Don Bosco, «sistema expresivo», pues pone de manifiesto el ecosistema comunicativo creado por el santo turinés en el oratorio. Ecosistema, sí, donde se busca que el joven tenga la posibilidad de expresarse, a través de diferentes lenguajes, en un contexto rico en mensajes-propuestas que buscan su desarrollo integral.
Francisco Valiente Moreno

### Don Bosco y la política
Con la revolución liberal de la década de 1840 se abrieron las puertas a las libertades de comunicación y de confesión religiosa, se plantearon algunas reformas educativas y, se dio paso a un inminente secularismo cultural. De manos de revolucionarios liberales, se proclamó la nueva Constitución en el Reino de Piamonte-Cerdeña (1848), e Italia afrontó tres guerras de independencia contra al Imperio austríaco, todas dirigidas por el mismo reino. La primera guerra de Independencia italiana (1848- 1849) la efectuó el rey Carlos Alberto de Cerdeña y la perdió; la Segunda (1859) y tercera guerra (1861-1870) fueron el resultado de una alianza y un trabajo conjunto del ministro Camillo Benso, conde de Cavour y Napoleón III. En 1861 Víctor Manuel II fue elegido rey de Italia por el Parlamento. La capital de Italia que al principio estaba en Turín, en 1864 fue a Florencia y en 1871 finalmente se trasladó a Roma. Se trata de distintos hechos relevantes que repercutieron en el trabajo pastoral de don Bosco.

Todas estas gestas fueron obra de la burguesía y sus ejecuciones se realizaron con la cooperación de un Estado monárquico gobernado por la nobleza y la utilización de un pueblo empobrecido y lleno de necesidades. Esa compleja crisis política trajo consigo desastres sociales de grandes magnitudes y, quienes más sufrieron el impacto fueron los empobrecidos, sobre todo quienes no tenían el control de esa situación, los niños y los jóvenes.

Sobre la Primera guerra contra el Imperio austríaco, don Bosco narró lo siguiente en sus Memorias del Oratorio:

Este año [1849] fue particularmente memorable. La guerra del Piamonte contra Austria, iniciada el año anterior, sacudió a toda Italia. Las escuelas públicas estaban cerradas; los seminarios —especialmente los de Chieri y Turín—, clausurados y ocupados por los militares; en consecuencia, los seminaristas de nuestra diócesis quedaron sin maestros y sin lugar donde reunirse. Fue entonces cuando, para contar por lo menos con el consuelo de haber hecho cuanto se podía para mitigar las calamidades sociales, se alquiló por completo la casa Pinardi.

Con la crisis política y el cierre de las escuelas públicas y de los seminarios de Chieri y de Turín, don Bosco ofreció en el Oratorio un espacio para el Seminario de la diócesis y, «el Oratorio fue durante casi veinte años el Seminario diocesano» (Memorias del Oratorio, p. 68).
Don Bosco aludió al cierre del seminario de Turín y al desconcierto de los seminaristas, atrapados entre dos fuegos: la fidelidad a su arzobispo y la atracción por las ideas patrióticas que impulsaba la revolución liberal.
Entre 1847 y 1849 hubo una importante crisis en el clero y el laicado católico: las justas demandas ciudadanas, las reformas liberales, la constitución y la guerra de la Independencia italiana contra el Imperio austríaco entraron en conflicto con la oposición del arzobispo a todas las reformas liberales y don Bosco compartió algo del espíritu antirrevolucionario. Escribió:

«[…] la campanilla nos llamó a la Iglesia; convocaba precisamente a uno de aquellos sacerdotes [se refiere don Bosco a los «sacerdotes patriotas»], encargado de desarrollar una plática moral a los pobres muchachos. Pero en esa ocasión fue verdaderamente inmoral. Las palabras libertad, emancipación e independencia fueron las únicas que resonaron el tiempo que duró su discurso. Me encontraba en la sacristía, impaciente por hablar y frenar el desorden[…]»
Don Bosco, Memorias del Oratorio,  p. 160

Los «sacerdotes patriotas» (por ejemplo, Giovanni Cocchi) inflamaron de amor patrio a sus muchachos y empuñaron las armas para participar en la guerra contra los austríacos. Don Bosco nunca compartió esa postura y se diferenció de formas más politizadas de la actividad pastoral en los oratorios, al tiempo que insistió sobre la naturaleza religiosa y espiritual de su obra.

Así que todos, entonando a pleno pulmón himnos patrióticos y haciendo ondear frenéticamente la bandera, desfilaron hasta el monte de los Capuchinos. Allí se comprometieron formalmente a no volver más al Oratorio mientras yo no asumiera ese aire nacionalista.
Don Bosco, Memorias del Oratorio, p. 72

Durante las fiestas nacionales de febrero de 1848 que celebraron la proclamación de la nueva Constitución, Massimo Taparelli, marqués de Azeglio solicitó que el Oratorio de Don Bosco participara en las manifestaciones, pero Juan Bosco quiso mantenerse al margen.

«Señor, Marqués, es mi firme propósito mantenerme apartado de cuanto se refiere a la política. Nunca jamás a favor, nunca jamás en contra.» 
Don Bosco, Memorias del Oratorio,  p. 159

En las Memorias Biográficas detalló don Bosco lo que significaba para él hacer política:

Si se quiere, también nosotros hacemos política; pero completamente inofensiva, más aún, ventajosa para toda clase de gobierno. Se define la política como la ciencia y el arte de bien gobernar al Estado. Ahora bien, la labor del Oratorio en Italia, en Francia, en España, en América, en todos los países donde ya se ha establecido, puesto que se dirige especialmente a ayudar a la juventud más necesitada, tiende a disminuir los díscolos y vagabundos, a mermar el número de los pequeños delincuentes y ladronzuelos, a vaciar las cárceles; tiende, en una palabra, a formar buenos ciudadanos que, en vez de molestar a las autoridades civiles, les servirán de apoyo para mantener el orden, la tranquilidad y la paz en la sociedad. Esta es nuestra política; es la única de la que nos hemos ocupado hasta ahora y nos ocuparemos en lo porvenir (MB XVI, 290, 291).

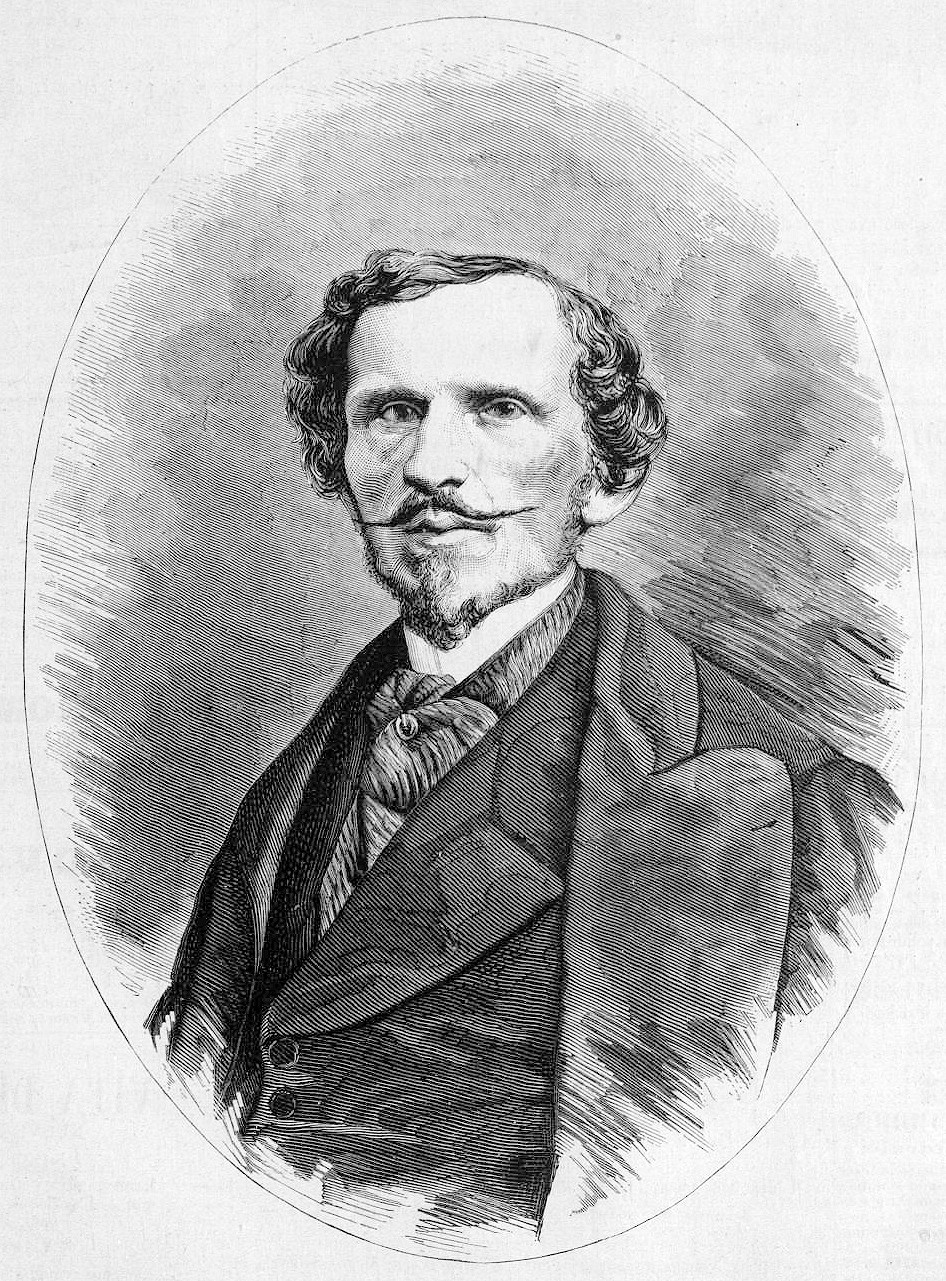
Bettino Ricasoli, apodado el «barón de hierro» por su austeridad y entereza, en el período 1960-1970

Juan Bosco fue solicitado en varias oportunidades para concertar entre la Iglesia y el Estado. Las palabras que don Bosco usó para emprender su conversación con Bettino Ricasoli, presidente del Consejo de Ministros de Italia en diciembre de 1866, cuando fue oficiosamente convocado para apoyar la misión diplomática confiada al comendador Michelangelo Tonello para llegar a un acuerdo entre el Estado italiano y la Santa Sede a propósito de las numerosas sedes episcopales vacantes, en pleno proceso del Resurgimiento, definen su personalidad en su madurez, y le valieron la admiración y la benevolencia de Ricasoli, al expresar que todo en él se subordinaba a su verdadera y única vocación:

«¡Excelencia! ¡Sepa que Don Bosco es sacerdote en el altar, sacerdote en el confesionario, sacerdote en medio a sus jóvenes, y como es sacerdote en Turín, así es sacerdote en Florencia, sacerdote en la casa del pobre, sacerdote en el palacio del Rey y de los ministros!»
 Ricasoli le respondió cortésmente que estuviese tranquilo; que nadie pensaba hacerle proposiciones contrarias a sus convicciones.

Por otra parte, si la educación es ante todo una práctica social, política e ideológica que no solo tiene una dimensión técnico-instrumental, sino que no es neutra, ni aséptica, y que responde a intereses —no necesariamente ilegítimos, pero que existen y que suelen encontrarse en conflicto—, eso significa que el sistema preventivo de don Bosco también tenía una dimensión política. El sistema preventivo-represivo del Estado estaba orientado a «defender» a la sociedad del pauperismo, de la ignorancia, de la desocupación, de la delincuencia y de toda idea de cambio político revolucionario, con mínima preocupación educativa y mínimo interés por la situación de la juventud de la época. En cambio, don Bosco dio una respuesta desde su fe y partió de su opción por un sector de la sociedad: los niños y los jóvenes, sujetos sociales mayormente excluidos. Miró a la sociedad desde ese sector, partiendo desde el respeto que sentía por los jóvenes y la valoración del ambiente popular donde crecían y se desarrollaban. Así, creó el sistema preventivo como un humanista que predicaba una pedagogía del amor.

## Beatificación y canonización
En 1890 se abrió el proceso de beatificación y canonización de don Bosco. El 2 de junio de 1929 (39 años después), don Bosco fue proclamado beato y el 1 de abril de 1934 (44 años después) fue canonizado por el papa Pío XI. Su estatua fue puesta en un nicho reservado a los santos fundadores de órdenes religiosas en la Basílica de San Pedro, como había soñado mientras vivía, y está situada por encima de la de San Pedro. A los lados, se encuentra acompañado por dos muchachos: Domingo Savio y Ceferino Namuncurá.
También es venerado como santo por la Comunión anglicana.

## Otras proclamaciones

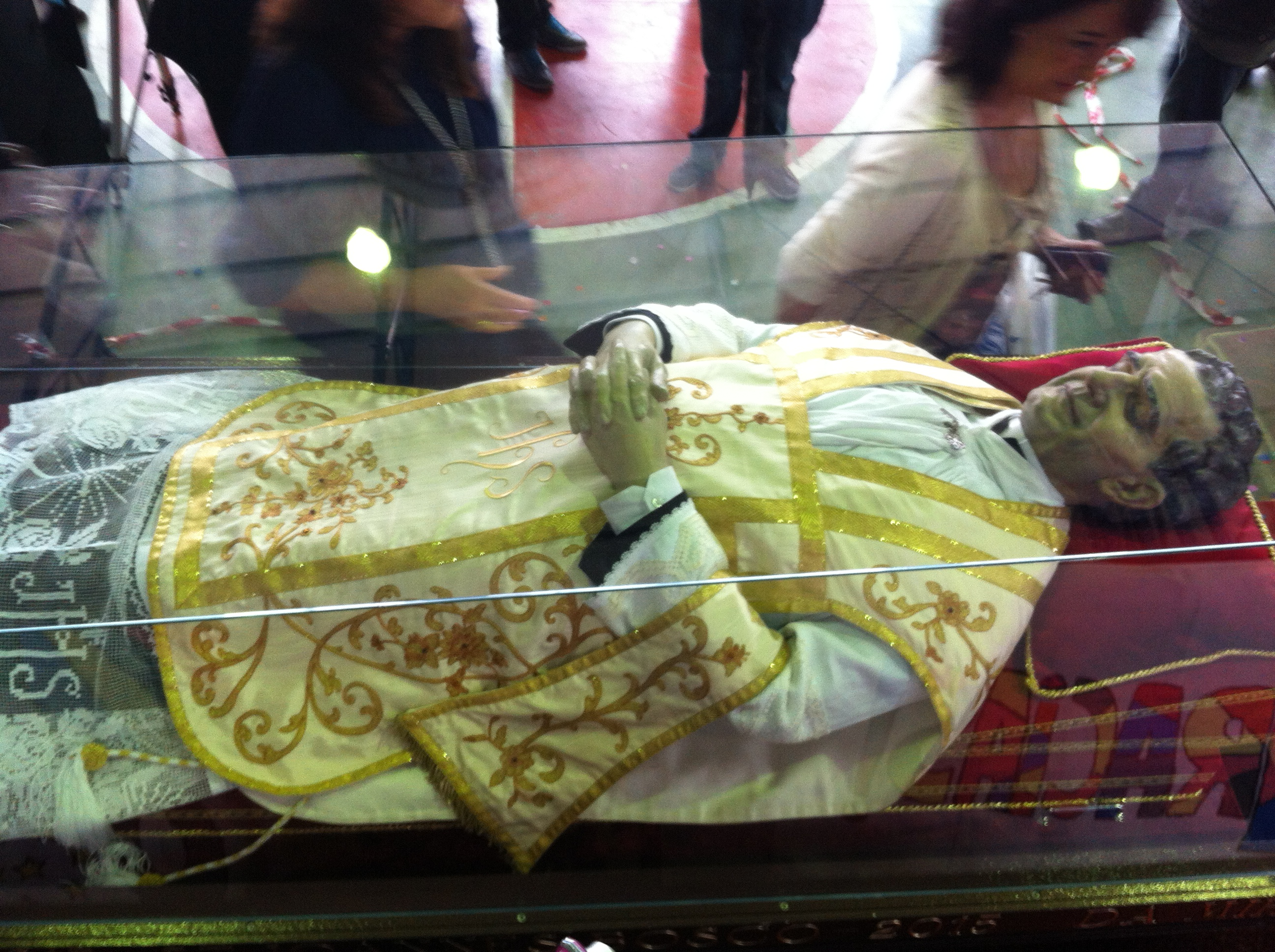
Urna con las reliquias de San Juan Bosco.

Don Bosco recibió otras proclamaciones después de su canonización entre las cuales se destacan patrono de los editores católicos desde el 24 de mayo de 1946, patrono de los magos e ilusionistas de España desde 1953. Fueron los mismos magos quienes en un congreso internacional celebrado en Segovia (España), lo escogieron como modelo y protector y patrono del cine, razón por la cual los premios Goya son concedidos anualmente en torno al 31 de enero. También es patrón de los aprendices de Italia desde el 17 de enero de 1958.
En 1959 el papa Juan XXIII dijo en Cinecittá en un acto de veneración de las reliquias del santo: «Don Bosco, el mundo entero te admira, el mundo entero te ama».
En 1988, con ocasión del I Centenario de la muerte de don Bosco, el papa Juan Pablo II concedió indulgencias para la Familia Salesiana y el 31 de enero se celebró una Eucaristía solemne en Turín con 58 obispos salesianos, cuatro cardenales y el rector mayor, Don Egidio Viganó. Ese mismo año todos los salesianos del mundo renovaron su obediencia a don Bosco y entre el 2 y 4 de septiembre el papa Juan Pablo II hace una extraordinaria peregrinación a I Becchi (Colle Don Bosco), Chieri y Valdocco, los lugares de la vida de don Bosco. Al año siguiente, 24 de mayo de 1989, el papa proclamó oficialmente a don Bosco como «Padre y Maestro de la Juventud».
Como testimonio de su obra, actualmente existen más 1 865 casas salesianas en 134 países, repartidas en 90 Provincias, con un total de unos 14 000  religiosos salesianos, sin contar los demás miembros de la Familia Salesiana, alumnos, miembros de los centros juveniles, exalumnos y benefactores de las obras de don Bosco.
El 25 de abril de 2009 el rector mayor de los Salesianos, padre Pascual Chávez Villanueva, dio apertura al peregrinaje mundial de la urna de don Bosco (una urna de vidrio que contiene una imagen de cera de su cuerpo y en su interior sus reliquias) por los cinco continentes. La urna regresó a Turín el 31 de enero de 2015, año que marca el bicentenario de su nacimiento.

## Testamento espiritual
Como hombre práctico, don Bosco dejó su Testamento Espiritual como un mensaje visionario hacia el futuro de los salesianos y sus jóvenes.

Mis queridos y amados hijos en Jesucristo: antes de partir para mi eternidad, debo cumplir con vosotros algunos deberes y satisfacer así un vivo deseo de mi corazón. Ante todo, os agradezco con el más vivo afecto de mi corazón la obediencia que me habéis prestado y cuanto habéis trabajado para sostener y propagar nuestra Congregación (...)

Don Bosco dice que «en lugar de llorar» por su muerte, sus hijos deben hacer firmes propósitos de «permanecer seguros en la vocación hasta la muerte», del trabajo constante, el buen ejemplo para los alumnos y la práctica del sistema preventivo. Es de destacar que don Bosco no recomienda «penitencias y mortificaciones especiales» y dice:

Cada uno, en lugar de hacer observaciones sobre lo que hacen los otros, esfuércese en cumplir con el mayor esmero posible las responsabilidades que le han sido confiadas.

Por último don Bosco advierte que «cuando comience entre nosotros el bienestar y las comodidades, la sociedad salesiana habrá terminado su misión».

## Don Bosco en el arte

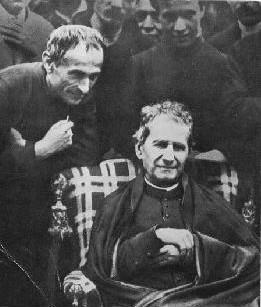
Parte de una de las últimas fotografías de don Bosco en Barcelona, tomada el 3 de mayo de 1886 en la finca «Martí Codolar». A su lado Don Rúa, su primer sucesor.

Como una de las figuras más populares de la educación en el mundo, don Bosco es tema recurrente del arte. El mismo don Bosco fue sensible a las manifestaciones artísticas y como todo lo que hacía, siempre procuraba la educación y formación de sus muchachos y la defensa de la fe. Además de ser un estudiado intelectual, dominaba varios artes y oficios como la carpintería, la metalistería, la sastrería y la imprenta. Muchas de las iglesias, edificios y escuelas tenían sus aportes, así como el diseño de muchas piezas religiosas, entre las que se destaca la imagen de María Auxiliadora y los Doce Apóstoles pintada por Tomás Lorenzone para la Basílica de María Auxiliadora en Turín. Por otro lado era un consagrado escritor y entre sus obras se cuentan innumerables libretos para teatro basados en historias formativas.
Nacido en el siglo de los inicios de la fotografía, don Bosco es uno de los pocos santos del siglo XIX con un precioso material fotográfico, un medio ante el que tenía una gran fascinación y utilizaba con el ánimo de perpetuar los momentos más importantes de la vida de la Congregación. Don Bosco comenzó a ser fotografiado especialmente después de la segunda mitad del siglo, lo que coincide con el tiempo en el que la fotografía comienza a tener auge y razón por la cual no se tienen fotos de su más temprana juventud y niñez. No dejó en cambio registros fotográficos de personajes como Domingo Savio, cuya imagen se tiene gracias a la descripción de un compañero, ni de su propia madre Margarita Occhiena o de María Dominga Mazzarello.
Numerosas películas han sido producidas con el ánimo de representar la vida de don Bosco. Entre las más destacadas se encuentran el Don Bosco de Leandro Castellini realizado para cine, y el de Ludovico Gasparini, producción desarrollada para televisión.
El rostro de don Bosco se hizo mundialmente popular y ha sido representado en dibujos, pinturas, óleos, murales, vallas, esculturas, diapositivas y material digital procedente de todos los países en donde su nombre se ha asociado a la educación juvenil y la mayoría de dichos trabajos artísticos adaptados a las variadas manifestaciones culturales de los cinco continentes.

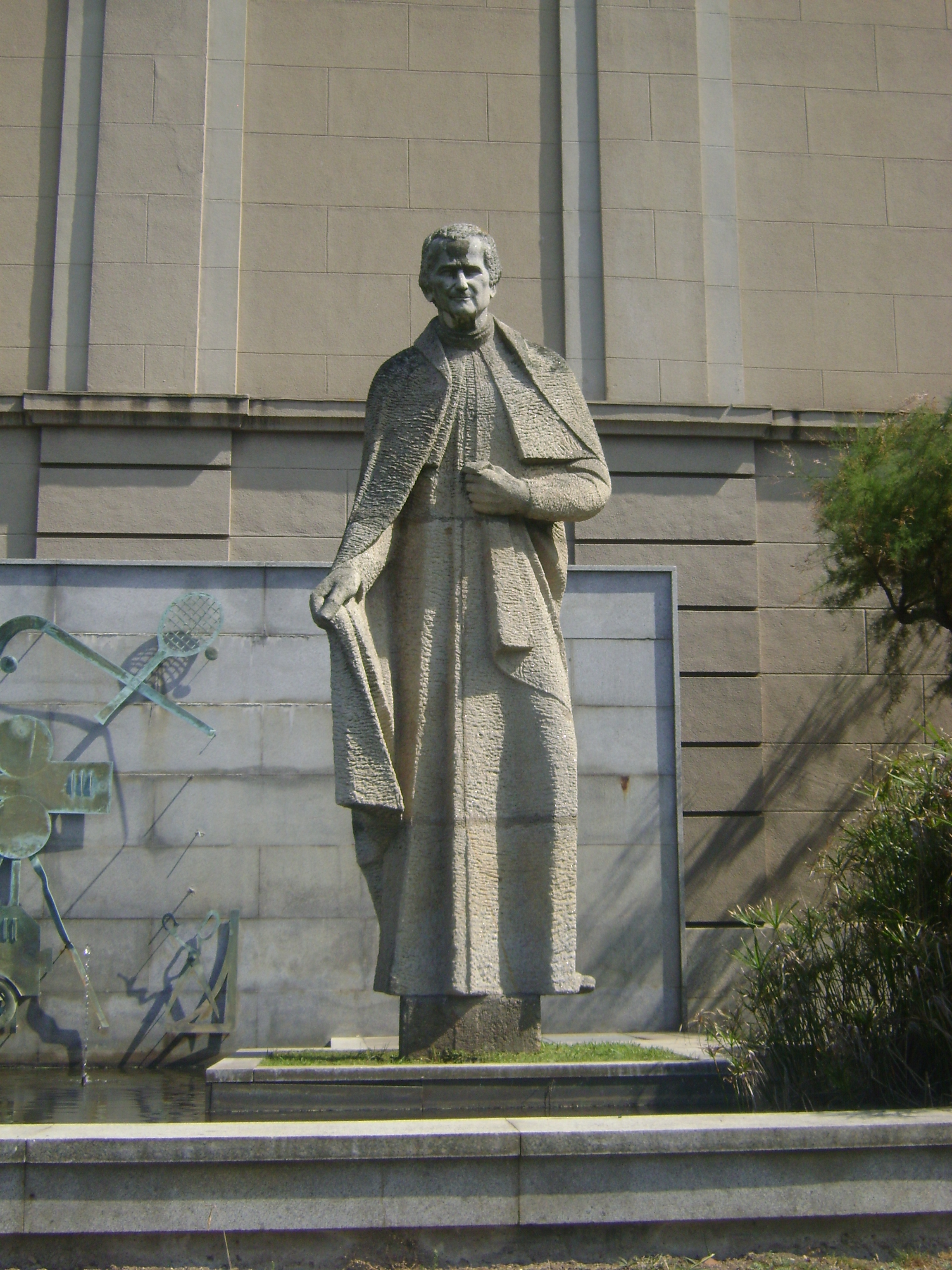
Estatua de don Bosco en La Coruña, Galicia, España.

Por último, el Apóstol de los jóvenes es objeto preferido de la música dentro de los movimientos juveniles salesianos alrededor del mundo. Muchas canciones son traducidas en diferentes idiomas y diferentes géneros musicales han sido adaptados para rendir homenaje a don Bosco o para crear letras formativas en las que priman los valores del sistema preventivo. Una de las canciones más populares y traducidas en la actualidad es «Padre, maestro y amigo».

## Lugares que llevan su nombre
Cientos de lugares (calles, barrios, localidades) e instituciones en el mundo llevan el nombre de don Bosco como una manera de rendir homenaje al apóstol de la juventud. Entre los más destacados se encuentran los siguientes:
- En Italia: Colle Don Bosco, se trata de la Colina de I Becchi en donde se encuentra la casa de la infancia de Juan. Al lugar le fue cambiado el nombre y el papa Juan Pablo II lo llamó «la colina de las bienaventuranzas juveniles». Castelnuovo Don Bosco, la antigua Castelnuovo de Asti en el Piamonte, la provincia en donde creció Don Bosco. El XXIV barrio de Roma. Una circunscripción de Bolzano.
- En Argentina: Don Bosco en Quilmes, Barrio Don Bosco de Comodoro Rivadavia, Villa Don Bosco, localidad del Departamento de San Martín, provincia de San Juan, Don Bosco II, barrio de Neuquén. Barrio Don Bosco en Córdoba, en Alta Gracia (Córdoba), en Mar del Plata Barrio Don Bosco y Villa Don Bosco, en Viedma (Río Negro), en San Nicolás de los Arroyos Barrio Don Bosco. En Ramos Mejía (partido de La Matanza, provincia de Buenos Aires) Barrio Don Bosco en el que se encuentra la comunidad salesiana en el Colegio Don Bosco y la parroquia de María Auxiliadora inspirada en la basílica de Valdocco en Turín y con un cuadro en el altar mayor muy similar al de la basílica construida en Turín por Don Bosco.
- En Bolivia: 8 Colegios, 2 barrios en la ciudad de Cochabamba, 1 universidad más de 10 calles y avenidas llevan el nombre de San Juan Bosco
- En Chile: Calles Don Bosco, en San Miguel, Valdivia y calle de acceso al Colegio Salesiano de Valparaíso. Pasaje Don Bosco, en San Bernardo. Diagonal Don Bosco, en Punta Arenas. Avenida San Juan Bosco en Concepción. Plaza Don Bosco en Talca. Pasaje Don Bosco en Puerto Natales.
- En Colombia: Bosconia, municipio en el departamento de Cesar.
- En Costa Rica: Barrio Don Bosco en el cantón de San José, Barrio San Bosco es un barrio de Ciudad Colón, en el cantón de Mora, San José y Barrio San Bosco en el Cánton de San Ramón, Alajuela.
- En Ecuador: Cantón San Juan Bosco, cuya cabecera cantonal es San Juan Bosco.
- En El Salvador: Ciudadela Don Bosco, situada en el municipio de Ciudad Delgado.
- En Guatemala: Aldea San Juan Bosco, municipio de Casillas, departamento de Santa Rosa.
- En México: Barrio de San Juan Bosco (Colonia Vista Hermosa Norte) en la ciudad de León, Guanajuato donde se encuentra el Santuario Nacional de San Juan Bosco desde 1951. Todos los martes del año aquí se venera a Don Bosco con una gran romería.
- En Nicaragua: Villa Don Bosco, en la ciudad de Managua.
- En Perú: Don Bosco de Pampash, un centro poblado del distrito de Chacas. En el distrito limeño de Breña, la calle contigua al colegio Salesiano se llama Jirón Don Bosco.
- En Panamá: Corregimiento de Don Bosco en la C
- Ciudad de Panamá. Barriada Don Bosco en la ciudad de Santiago de Veraguas, todos los 31 de enero, patronal y romería a su capilla.
- En Paraguay: Barrio Don Bosco en Ciudad del Este y barrio Don Bosco en Villarrica.
- En República Dominicana: Sector San Juan Bosco en Santo Domingo, Distrito Nacional.
- En Venezuela: Colegio Don Bosco, la parroquia y avenida San Juan Bosco, de Altamira; la Escuela Técnica Popular Don Bosco, de Boleíta; ambas en Caracas. Sector San Bosco en Coro, Falcón. La Macarena Sur, "Villa Don Bosco", Los Teques, Miranda.

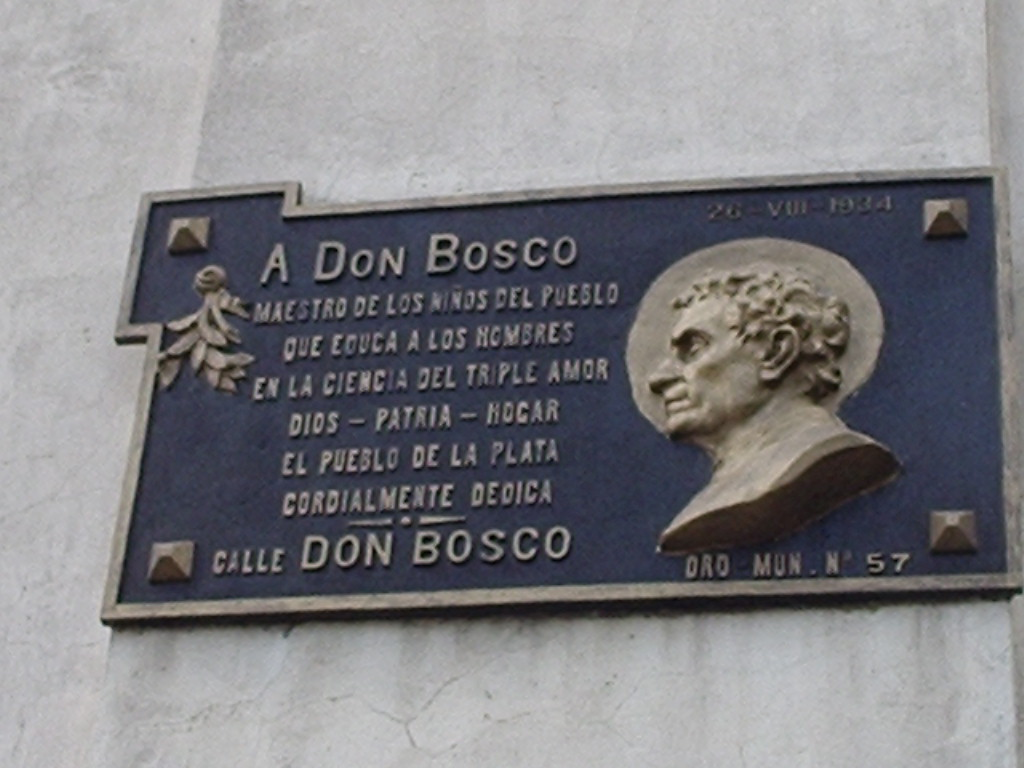
Imposición del nombre «Don Bosco» a la antigua calle Salta (58) en la ciudad de La Plata (Argentina).

## Movimientos juveniles
Numerosos movimientos juveniles internacionales de diferentes orígenes tienen espacio de encuentro con Don Bosco, por ejemplo, agrupaciones de pastorales juveniles diocesanas, catequéticas y diferentes agrupaciones deportivas, muchas de las cuales han tenido origen en algún centro salesiano. Don Bosco ha tenido gran afinidad con el Movimiento Scout Mundial de Robert Baden-Powell hasta el punto que en Argentina los salesianos fundaron un movimiento inspirado en el Sistema de Patrullas del general británico unido al Sistema Preventivo conocido como Exploradores Argentinos de Don Bosco.
Numerosos grupos scouts tienen su sede o son liderados en centros salesianos en todo el mundo que se reúnen periódicamente como «Jamboree Scout Salesiano» en varias inspectorías en contacto con las asociaciones scouts nacionales.

### Devociones por don Bosco
Como apóstol de los jóvenes y dada la presencia de los salesianos en los cinco continentes, don Bosco es un santo con una notable popularidad y veneración en muchas regiones del mundo. Cada 31 de enero, durante la celebración de su fiesta, los centros salesianos e instituciones vinculadas a su nombre, congregación y espiritualidad, adelantan numerosos programas deportivos, culturales y religiosas que en ocasiones involucran las ciudades, regiones y naciones en donde don Bosco está presente. Una de las naciones más notables en el mundo por sus celebraciones multitudinarias durante la fiesta de Don Bosco es Panamá en donde el santo de Turín es referido como «líder del pueblo».
Durante las fiestas del 2008 el padre Pascual Chávez, rector mayor y monseñor Óscar Rodríguez Maradiaga, arzobispo salesiano de Tegucigalpa, se hicieron presentes en la Basílica de San Juan Bosco, en la ciudad de Panamá, en una celebración transmitida por Missioni Don Bosco Media Centre de Italia, el canal italiano Telepace y la cadena católica EWTN.
Asimismo las celebraciones de Don Bosco de 2008 fueron vividas de manera pública por primera vez en Rangún, Birmania, en un acto que ha sido considerado de gran importancia dentro de los últimos acontecimientos de un país sometido a un Gobierno dictatorial.

## Libros publicados
La mayoría de las obras fueron escritas y publicadas en Turín.
- Memorias del Oratorio de San Francisco de Sales, entre 1873 y 1876 y publicadas póstumamente (Turín 1946).
- El joven preparado para la práctica de sus deberes, 1847.
- Colección de curiosos eventos contemporáneos, 1854.
- Conversaciones entre un cura de campo y un abogado sobre el sacramento de la confesión, 1855.
- La fuerza de la buena educación, 1855.
- La historia de Italia para la juventud desde su poblamiento a nuestros días, 1855.
- Vida de San Martín, obispo de Tours, 1855.
- Vida de San Pedro, príncipe de los apóstoles, primer papa después de Jesucristo, 1857.
- El mes de mayo consagrado a María Inmaculada, 1858.
- Vida del jovencito Domingo Savio, alumno del Oratorio de San Francisco de Sales, 1859.
- Biografía del sacerdote José Cafasso, 1860.
- Trazos históricos del joven Miguel Magone, alumno del Oratorio de San Francisco de Sales, 1861.
- Entretenida novela de un viejo soldado de Napoleón I, 1862.
- Trazos históricos de la vida de la Beata Caterina De-Matteri da Racconigi, 1862.
- El pastorcito de los Alpes, vida del joven Francisco Besucco d'Argentera, 1864.
- Valentino y la vocación impedida, episodio contemporáneo, 1866.
- Vida de la Beata María de los Ángeles, carmelita descalza de Turín, 1866.
- Vida de San José, esposo de María y padre putativo de Jesús contada por acreditados autores con la novena en preparación a la fiesta del santo, 1867.
- El católico preparado para las prácticas de piedad con instrucciones según las necesidades de los tiempos, 1868.
- Severino o recuento de un joven alpino según sus propias palabras, 1868.
- Los concilios generales de la Iglesia Católica, 1869.
- Aparición de la Santísima Virgen sobre la montaña de LaSalette, con otros hechos prodigiosos documentados, 1871.
- Fundamentos de la religión católica, 1872.
- Reglas o Constituciones de la Sociedad de San Francisco de Sales según el decreto de aprobación del 3 de abril de 1874, 1874.
- Cooperadores salesianos, sea un modo práctico para gozar las buenas costumbres y la sociedad civil, 1876.
- El sistema preventivo, 1877 (escrito dentro de la introducción a Inauguración del patronato de San Pedro en Nizza del Mar).
- Reglamento del Oratorio de San Francisco de Sales, 1877.
- Reglamento para las casas de la Sociedad de San Francisco de Sales, 1877.
- Trazos históricos de la vida del clérigo Luis Comollo, 1844.
- Testamento espiritual (publicado en las Constituciones y Reglamentos de la Sociedad de San Francisco de Sales, Roma, 1972).

## Filmografía
| Año  | Película                 | Director              | Actor                                 |
| ---- | ------------------------ | --------------------- | ------------------------------------- |
| 1935 | Don Bosco                | Goffredo Alessandrini | Gian Paolo Rosmino                    |
| 1966 | Albero verde             | Giuseppe Rolando      | Natale Peretti                        |
| 1988 | Don Bosco                | Leandro Castellani    | Ben Gazzara                           |
| 2004 | Don Bosco                | Ludovico Gasparini    | Flavio Insinna / Brock Everitt-Elwick |
| 2005 | Juan, el chico del sueño | Giuseppe Rolando      | Michele Di Mauro                      |

| Predecesor: Primero en el cargo | Rector mayor de la Congregación Salesiana 1874-1888 | Sucesor: Miguel Rúa |